# Baionetta

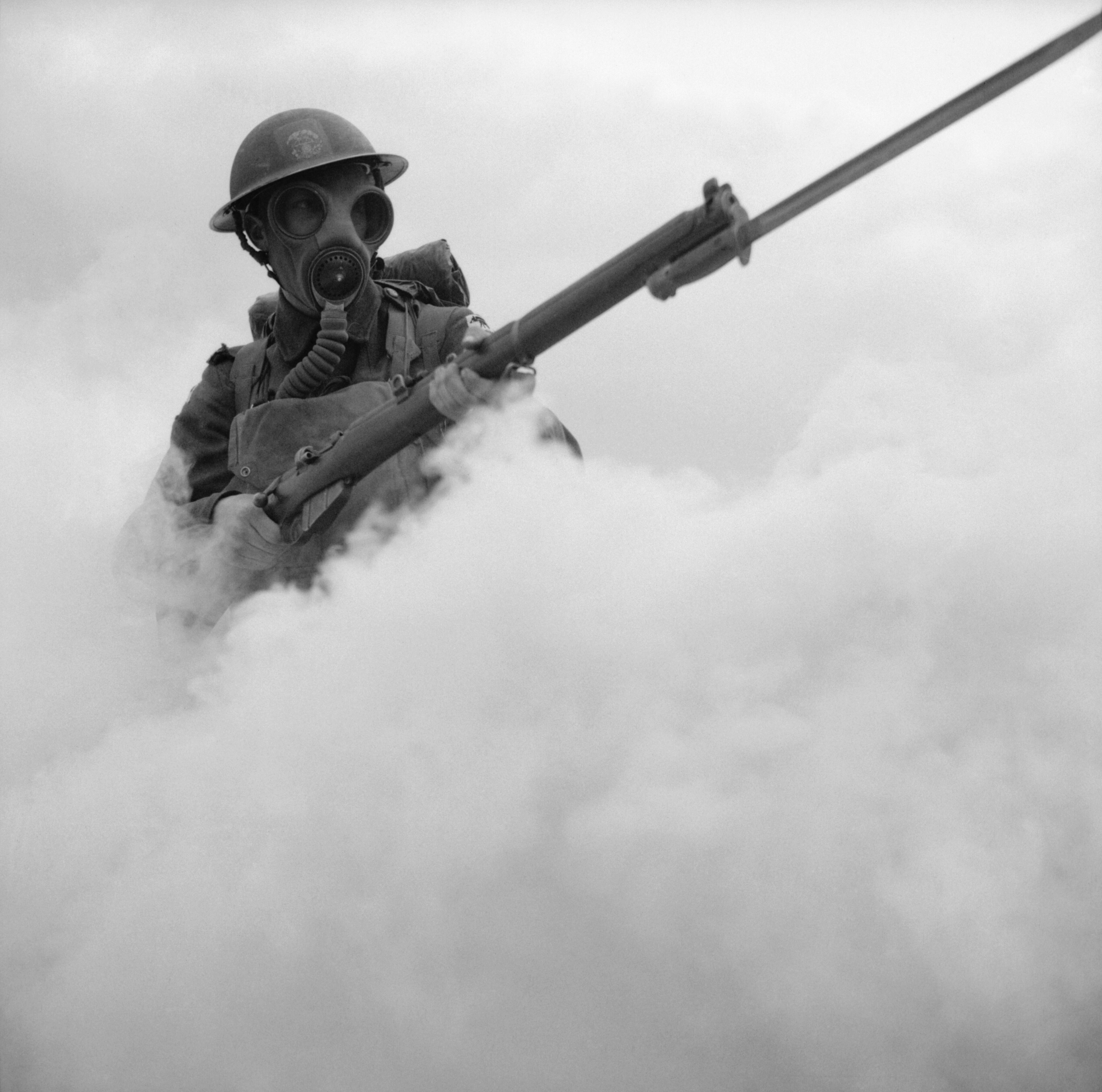
Un fante britannico nel 1941 con una lunga sciabola-baionetta in stile Grande Guerra innestata al fucile.

La baionetta è un'arma bianca montata sulla canna di un fucile che, specialmente nelle guerre tra il XVII e XIX secolo, consentiva alle formazioni di fanteria di attaccare il nemico a distanza ravvicinata generalmente dopo aver esaurito le munizioni delle armi da fuoco.
Il termine deriva dal francese baïonnette, dalla città basca di Bayonne in Francia, dove venne fabbricata la prima volta. Inizialmente le baionette erano lunghe 90 cm circa e, assieme alla lunghezza del fucile, servivano per respingere la cavalleria. Il calcio del fucile veniva "piantato" a terra e l'intera arma piegata in avanti in modo da creare una barriera di "lance" in grado di fermare la cavalleria. Una seconda versione di baionetta, più corta, lunga circa 45–50 cm serviva per il combattimento corpo a corpo.
Incidentalmente, segnaliamo che — pur essendo del tutto prevalente l'impiego della baionetta su fucili o carabine — si sono dati casi di applicazione della baionetta anche ad altri tipi di armi, come la baionetta Pritchard per il revolver Webley, quella che equipaggiava la rivoltella Nagant per la gendarmeria lussemburghese, o quelle dei mitra Sterling e MAB 38. È segnalato quanto meno un caso di baionetta a corredo di mitragliatrice leggera, la giapponese Type 96 (Seconda guerra mondiale).
Un aspetto poco intuitivo, ma tutt'altro che irrilevante o remoto, è l'impiego della baionetta in servizi di ordine pubblico, anche da parte di forze di polizia o di paramilitari.

## Quadro d'insieme

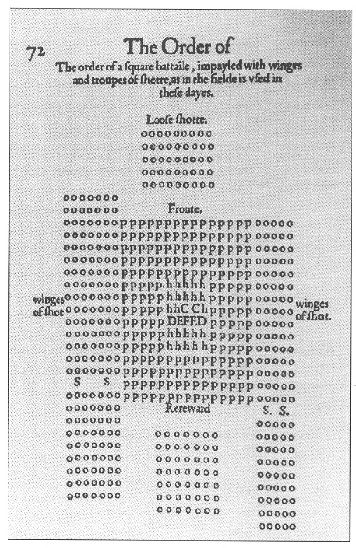
Un opuscolo del XVI secolo illustra una formazione mista "picche e sparo". I picchieri sono rappresentati dalla lettera "p", le due "ali di tiro" dalla lettera "o". ("H" rappresenta gli alabardieri.) Un gruppo di "tiratori sciolti" è posto in avanscoperta della formazione.

Per comprendere l'importanza iniziale della baionetta, bisogna considerare che, indicativamente fino a metà del XIX secolo, i fucili da guerra erano ad avancarica e colpo singolo; la procedura per ricaricare era lunga e laboriosa, tanto che all'esordio degli archibugi sui campi di battaglia, era consuetudine che i "fucilieri" fossero protetti da picchieri durante le fasi tecniche in cui sarebbero stati pressoché indifesi. Benché si facesse un qualche uso militare della picca fino al 1700 e oltre, è chiaro che l'invenzione della baionetta rendeva almeno concettualmente superata quell'arma più antica.
 
Merita un accenno, a questo proposito, la "penna svedese" o "penna di suino" impiegata dai moschettieri di Gustavo Adolfo di Svezia nel XVII secolo: in pratica, un attrezzo che combinava la funzione di cavalletto (i moschetti del tempo erano troppo pesanti per essere utilizzati senza appoggio ausiliario) con quella di picca/ostacolo campale (anti-cavalleria), avendo un'estremità acuminata al preciso scopo. Rappresenta, sul piano dottrinale, un tentativo di affrancare i "fucilieri" dalla tutela dei picchieri; risultato che sarà compiutamente conseguito attraverso la baionetta.
Le modeste qualità di gittata e precisione dei fucili imponevano, ancora nelle Guerre napoleoniche ad esempio, di impiegare formazioni di fanteria inquadrate a mo' di falange macedone: scaricato magari un solo colpo di moschetto in una salva simultanea a poche decine di metri dal blocco avverso, i fanti superstiti spesso passavano al confronto all'arma bianca, in una situazione che per certi versi replicava la guerra antica, o al più medievale.
Dai primi modelli, datati XVII secolo, che erano inastati a pressione nella canna, si passò a quelli ad anello che, una volta montati, consentivano ai soldati di aprire il fuoco.
Le baionette furono comunemente impiegate in battaglia fino alla prima guerra mondiale che, essendo stata essenzialmente una gigantesca "guerra di posizione", vide morire milioni di soldati anche in combattimenti "corpo a corpo".

Vi sono controversie sull'utilizzo sistematico della baionetta durante gli assalti nella prima guerra mondiale, sembra invece che venisse relegata a strumento utile alla vita quotidiana in trincea (abbrustolire il pane, aprire le lattine o rimestare le latrine e le braci), preferendo piuttosto altri strumenti per il corpo a corpo. A convalidare questa teoria vi è la testimonianza dello scrittore tedesco Erich Maria Remarque:
(Erich Maria Remarque, Niente di nuovo sul fronte occidentale, 1929)
Dalla seconda guerra mondiale in poi, la baionetta divenne sempre più un accessorio secondario, dato il progressivo diffondersi delle armi automatiche, che rendevano i combattimenti "corpo a corpo" sempre meno diffusi. Un'eccezione fu rappresentata dall'esercito giapponese, che durante il conflitto nel Pacifico dette luogo a violente cariche alla baionetta, quasi sempre sfociati in grandi massacri (di giapponesi).
Meno dell'uno per cento delle ferite riportate nelle guerre sono di baionetta, ma i medici non visitano i cadaveri (se il nemico è a portata di baionetta è veramente difficile che sopravviva). Comunque nelle guerre napoleoniche, in base a una ricerca effettuata dal generale Larrey, compiuta sia sui morti che sui feriti di un'azione, risultava che circa 1 ferita su 24 era prodotta dalle baionette nemiche.
D'altro canto, dopo le guerre napoleoniche, l'effetto della baionetta nei combattimenti continuò a decrescere, tanto che nella guerra di secessione americana i morti sul campo di battaglia per ferita da baionetta fra gli unionisti furono 218 (su 32.300 totali).
Oggi le baionette possono avere le caratteristiche dei coltelli da combattimento o da sopravvivenza; hanno un sistema di aggancio/sgancio rapido e una lunghezza di circa 15 cm.
La baionetta è un'arma ottima per uccidere silenziosamente e permette di avvicinarsi al nemico continuando a tenerlo sotto tiro (non si deve posare o smettere di mirare per prendere il coltello, perché è già innestato).

### Tipi principali
Ci sono essenzialmente due tipi di baionette, sviluppati in epoche successive:
- Baionetta a ghiera
- Sciabola-baionetta

Quando la baionetta è un accessorio separato e staccato dall’arma, di solito (anche per intuibili ragioni pratiche) essa si inasta spingendola indietro, dal vivo di volata verso il calcio. Esiste quanto meno un’eccezione, data dal fucile cecoslovacco vz. 58, in cui l’innesto funziona al contrario di quanto appena descritto.

### Innesti particolari
Dalla tipologia ghiera/spiedo, in anni più recenti sono evolute soluzioni che incorporano nella cassa dell'arma da fuoco la baionetta, non più dotata del fodero che tipicamente si appende al cinturone.

Questo si manifesta essenzialmente in due stili:
- Infulcrata - la baionetta sta "a riposo" ripiegata lungo la cassa, agganciata stabilmente con uno snodo che ne permette l'apertura come si farebbe con la lama di un coltello a serramanico. Ne sono esempi il nostro moschetto 91 da cavalleria e alcune versioni della carabina sovietica Simonov SKS. Generalmente il ripiegamento avviene sotto la canna, ma nella carabina Mosin-Nagant Mod. 1944 si trova sul lato destro della cassa.
- Sguainabile - la baionetta (una sorta di spillone con la coda filettata) è riposta, come si farebbe con la lama di un pugnale, in un alloggiamento ricavato nella cassa dell'arma da fuoco. Quando è necessario metterla in funzione, si estrae premendo indietro la coda, analogamente al funzionamento di una penna a sfera "automatica", con punta ritraibile. Una volta sfoderata, si avvita all'arma mediante la filettatura sulla coda (che "a riposo" giace parallela al vivo di volata). Ne sono esempi il francese MAS 36 e l'innovativo (per l'epoca) fucile mitragliatore tedesco per paracadutisti FG 42.

## Storia

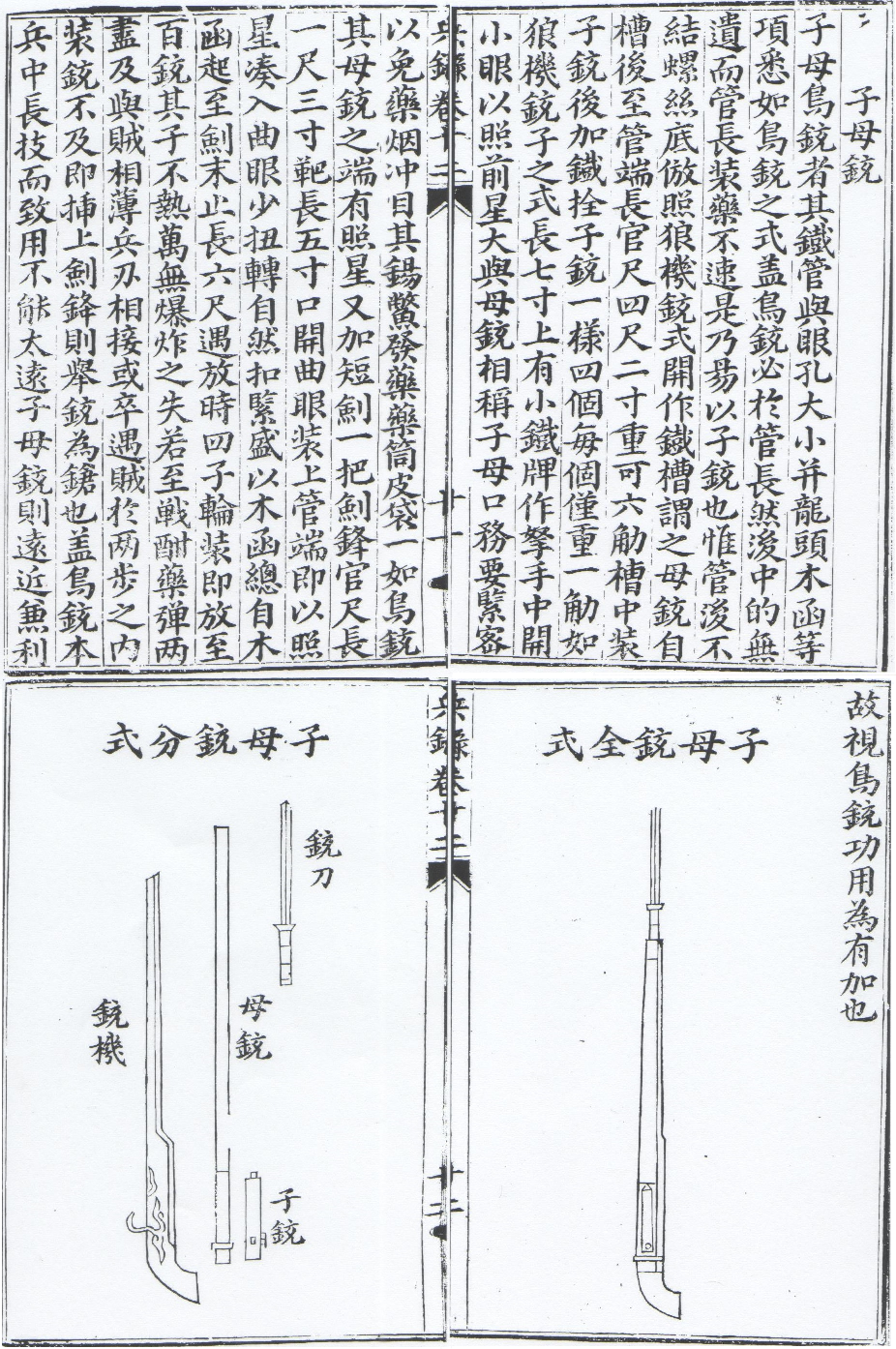
Illustrazione di un moschetto cinese ad avancarica del XVI secolo, con una baionetta "a tappo" inserita. Le scritte superiori contengono il manuale d'uso e le caratteristiche dell'arma.

Lo stesso termine baionetta risale alla seconda metà del XVI secolo, ma non è chiaro se le baionette dell'epoca fossero coltelli che si potevano applicare alle volate delle armi, o semplicemente dei tipi di coltelli. Per esempio, il Dictionarie di Cotgrave (1611) definisce la baionetta come "un tipo di piccolo pugnale piatto da tasca, munito di coltelli; o un grosso coltello da appendere alla cintura". Analogamente, Pierre Borel riferiva nel 1655 che a Bayonne si facesse un coltello lungo chiamato bayonette, ma senza fornirne alcuna ulteriore descrizione.

### Baionette a tappo

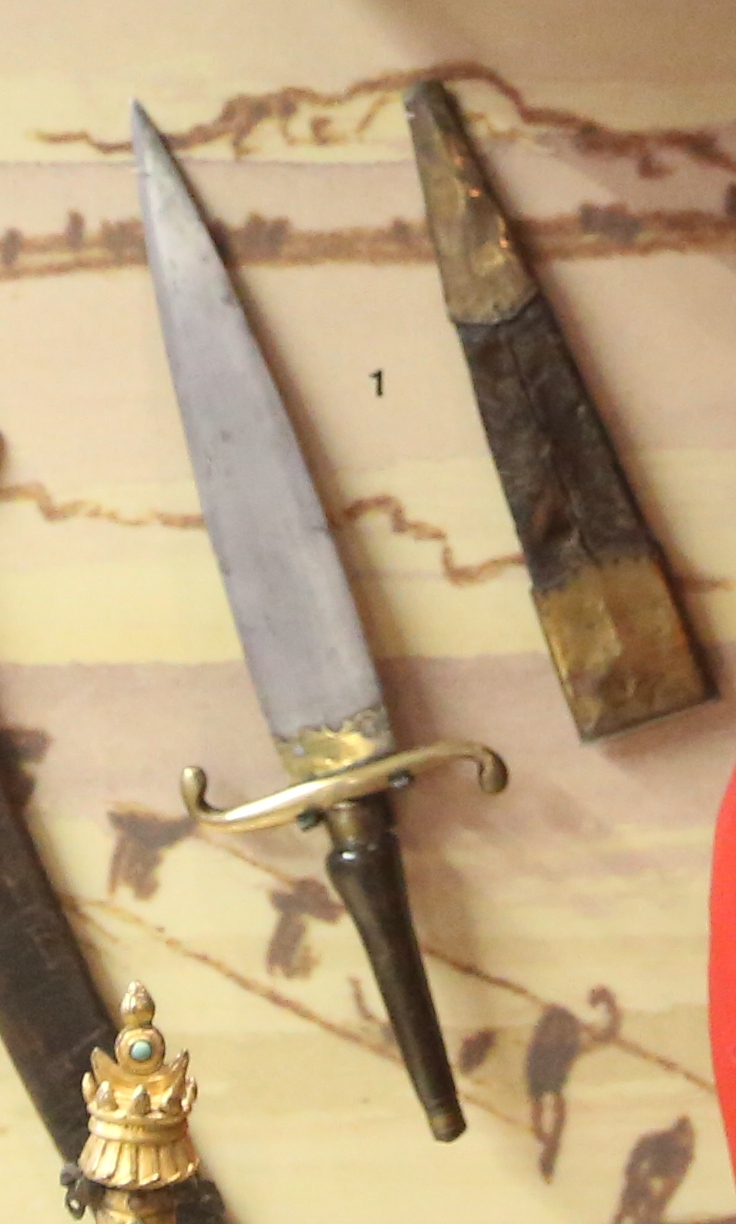
Baionetta a tappo del XVII secolo

La prima occorrenza di una baionetta vera e propria si trova nel trattato militare cinese Binglu (兵录) pubblicato nel 1606. Era nella forma del fucile-figlio-e-madre (子母鳥銃), un moschetto ad avancarica dotato di una baionetta lunga circa 57,6 cm, arrivando (con la baionetta inastata) ad una lunghezza complessiva di 1,92 m. Era chiamato "arma (da fuoco)-lama" (cinese tradizionale: 銃刀; cinese semplificato: 铳刀) e il secondo elemento veniva descritto come una "spada corta che può essere infilata nella canna e bloccata con una leggera rotazione" che si doveva usare "quando la battaglia ha esaurito tanto la polvere quanto i proiettili e anche combattendo i banditi, quando le forze si avvicinano alla mischia o incontrano un'imboscata" e "non si può caricare l'arma nel tempo richiesto a percorrere due bu (3,2 m) di terreno devono attaccare la baionetta e tenerla come una lancia".
Le prime baionette erano del tipo "a tappo", cioè la baionetta andava infilata direttamente nella canna del moschetto. Questo permetteva alla fanteria leggera di trasformarsi in fanteria pesante resistendo alle cariche di cavalleria. Questa procedura impediva naturalmente di impiegare l'arma per sparare. La prima menzione nota dell'uso di baionette nelle guerre europee sta nelle memorie di Jacques de Chastenet, visconte di Puységur.
Raccontò come i francesi usassero rozze baionette a tappo da 30 cm durante la Guerra dei trent'anni. Però si dovette attendere il 1671 perché il generale Jean Martinet regolarizzasse e distribuisse baionette a tappo ai reggimenti di fucilieri francesi che si andavano costituendo. Ne furono dotati parte di un reggimento dragoni inglese creato nel 1672, e i Royal Fusiliers istituiti nel 1685.

### Baionette a ghiera

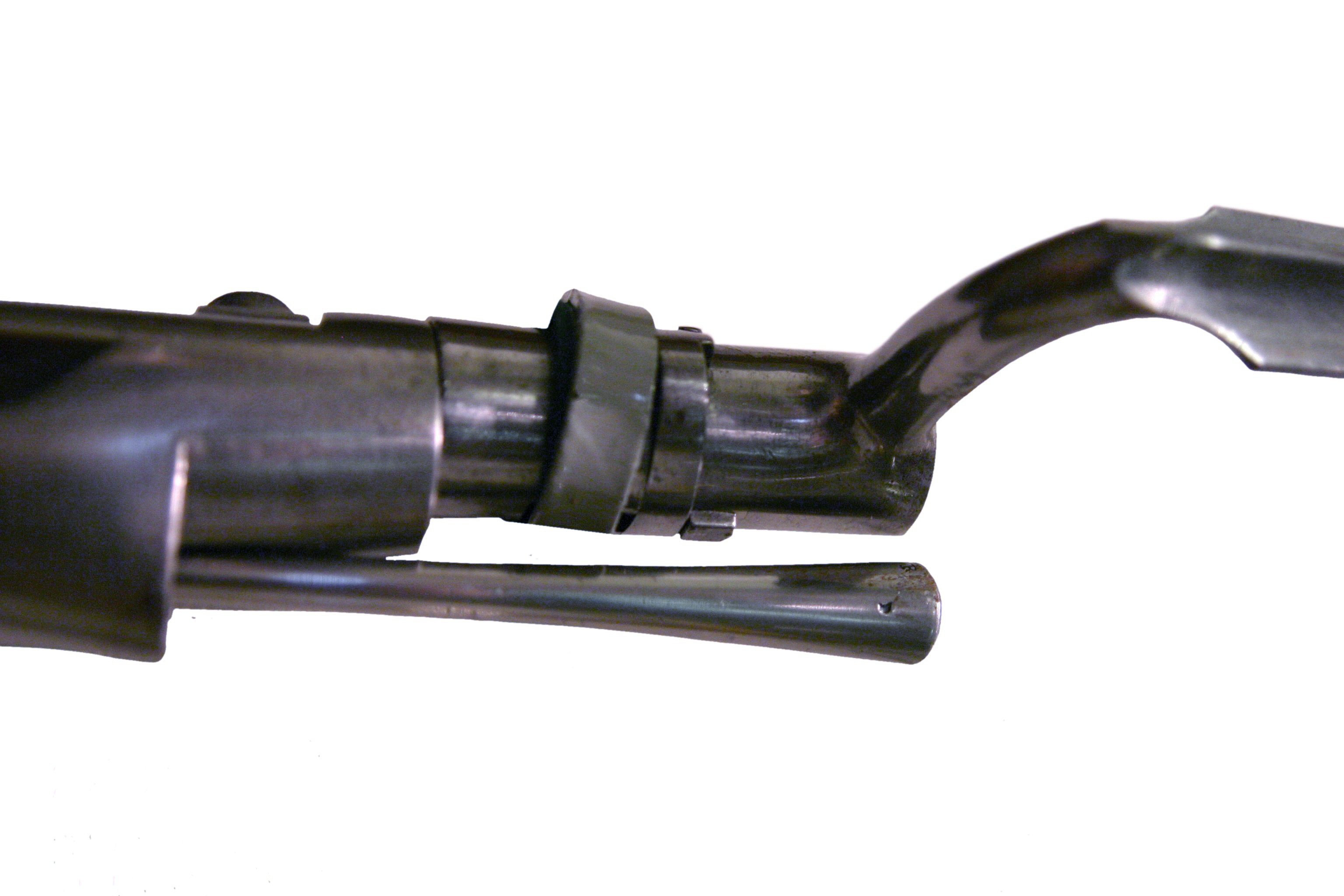
Ghiera di baionetta

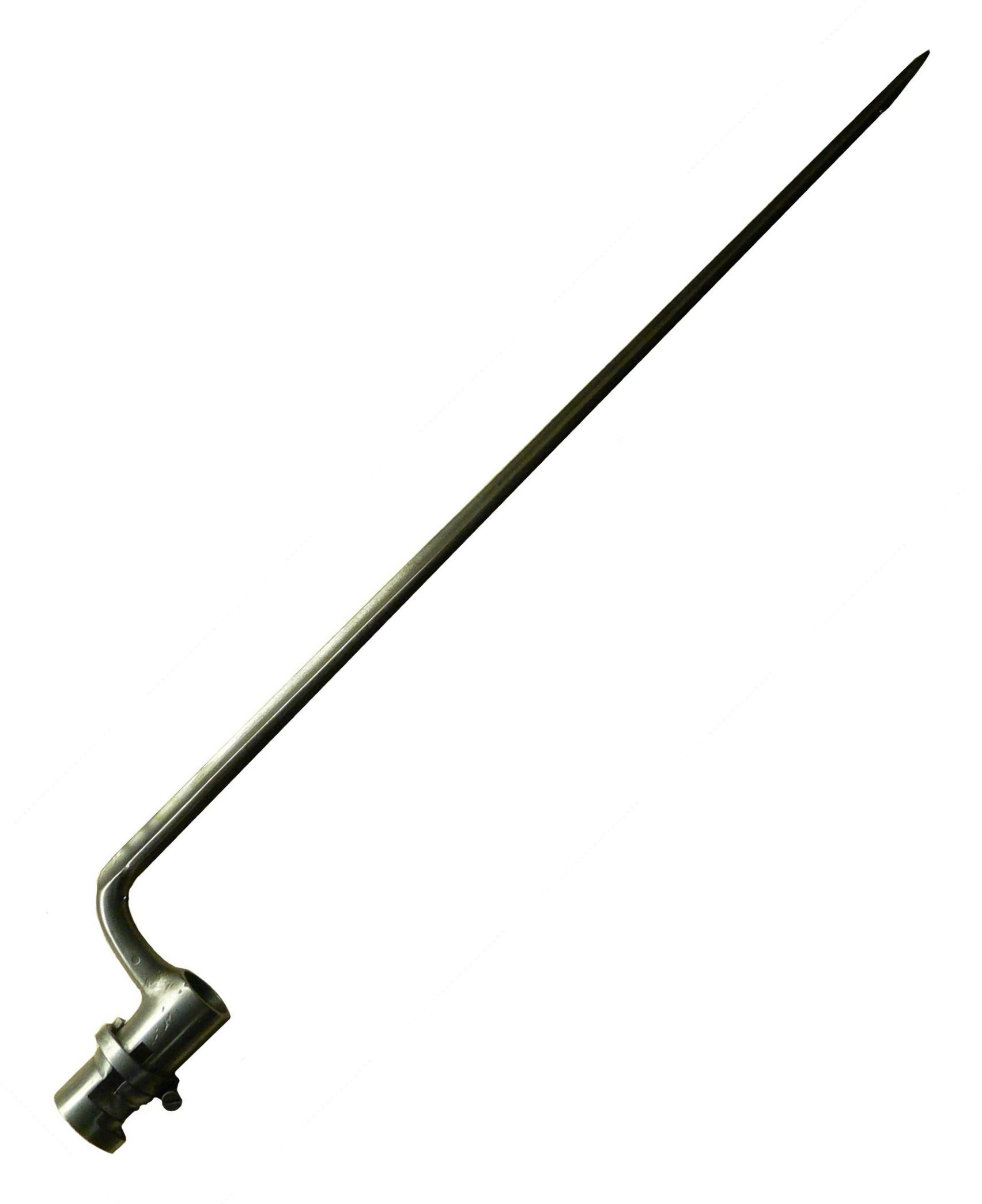
Baionetta a spiedo eccentrico di inizio XIX secolo.

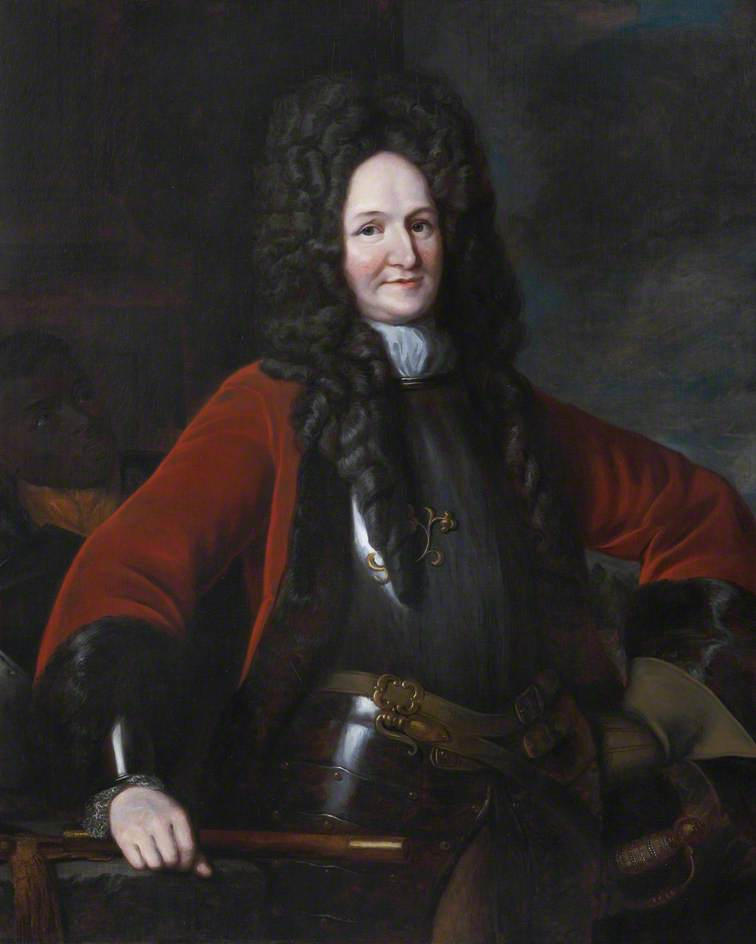
Mackay nel 1690

Il problema principale delle baionette a tappo era che quando si applicavano al moschetto non si poteva sparare, il che costringeva i soldati ad attendere l'ultimo istante che precedeva la mischia per attaccare la baionetta. La sconfitta delle forze lealiste di Guglielmo III d'Inghilterra per mano di Highlanders giacobiti nella battaglia di Killiecrankie (1689) è in parte ascrivibile all'uso delle baionette a tappo. Gli Highlanders si avvicinarono a 50 m, spararono un'unica salva, gettarono i moschetti, e usando asce e spade sbaragliarono celermente i lealisti senza dar loro il tempo di fissare le baionette in posizione.
Si ritiene che poco più tardi, il comandante sconfitto, Hugh Mackay, abbia introdotto una baionetta a ghiera di sua invenzione. Siffatte baionette "a ghiera" sarebbero consistite di un innesto a ghiera applicato ad una lama eccentrica rispetto all'asse di sparo, consentendo al moschetto l'azione di fuoco e la ricarica seppure a baionetta inastata.
Alla Battaglia di Fleurus (1690) si sperimentarono senza successo delle baionette a ghiera o zigzag, alla presenza di Luigi XIV di Francia, che rifiutò di adottarle perché tendevano a cadere dai moschetti. Poco dopo il Trattato di Rijswijk (1697) inglesi e tedeschi abolirono la picca rimpiazzandola con le baionette a ghiera. La baionetta a ghiera britannica aveva una lama a sezione triangolare con un lato piatto verso la volata e due lati scanalati fino all'estremità di 38 cm. Però non aveva un sistema di aggancio alla canna e risulta ampiamente che si staccasse nell'infuriare dello scontro.
Nel XVIII secolo le baionette a ghiera erano state adottate dalla maggior parte degli eserciti europei. Nel 1703 la fanteria francese adottò un sistema di chiusura a molla che impediva alla baionetta di separarsi accidentalmente dal moschetto. Una lama triangolare fu introdotta intorno al 1715 ed era più resistente dei precedenti modelli a uno o due taglienti, creando ferite più difficili da trattare a causa della propensione del tessuto cicatriziale a strappare l'incisione triangolare.

### Sciabole-baionette

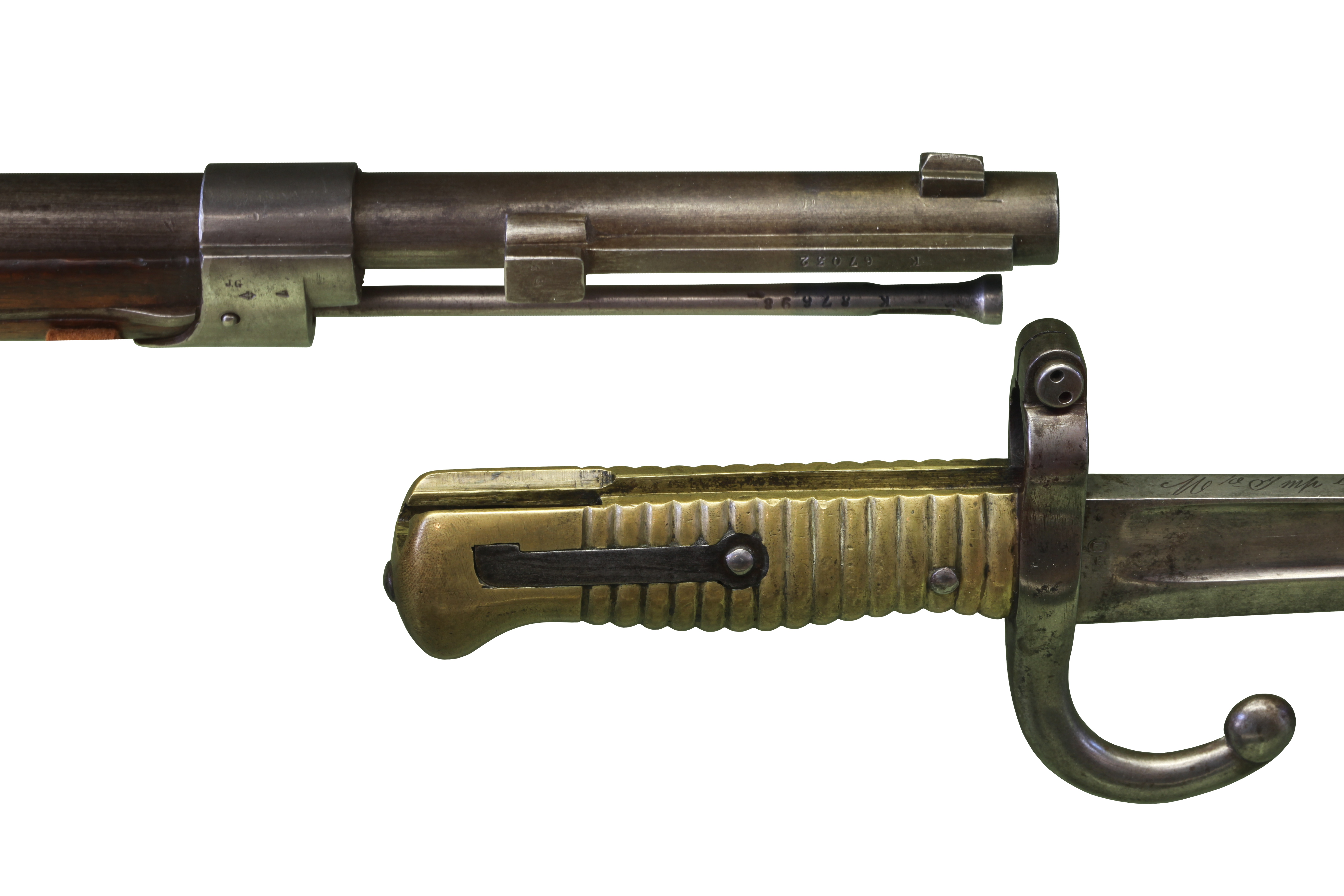
Sistema di innesto baionetta dello Chassepot.

Il XIX secolo introdusse il concetto della sciabola-baionetta, un'arma a lama lunga a uno o due fili taglienti che può essere anche impiegata come una corta spada. Il suo scopo iniziale era garantire che un fuciliere munito di arma con canna rigata potesse formare un quadrato di fanteria correttamente per respingere gli attacchi di cavalleria quando si inquadrava a fianco di moschettieri, le cui armi erano più lunghe. Uno dei primi esempi di fucile dotato di sciabola-baionetta è il fucile (rigato) britannico da fanteria del 1800—1840, in seguito noto come fucile Baker. L'elsa normalmente aveva una guardia modificata per accogliervi la canna del fucile e un meccanismo dell'elsa che permetteva di agganciare la baionetta all'apposito nasello. Una sciabola-baionetta si poteva usare in combattimento come arma da fianco. Quando era collegata al moschetto o fucile, trasformava efficacemente quasi ogni arma lunga in un'asta o falcione, adatto a colpire non solo di punta ma anche di taglio.

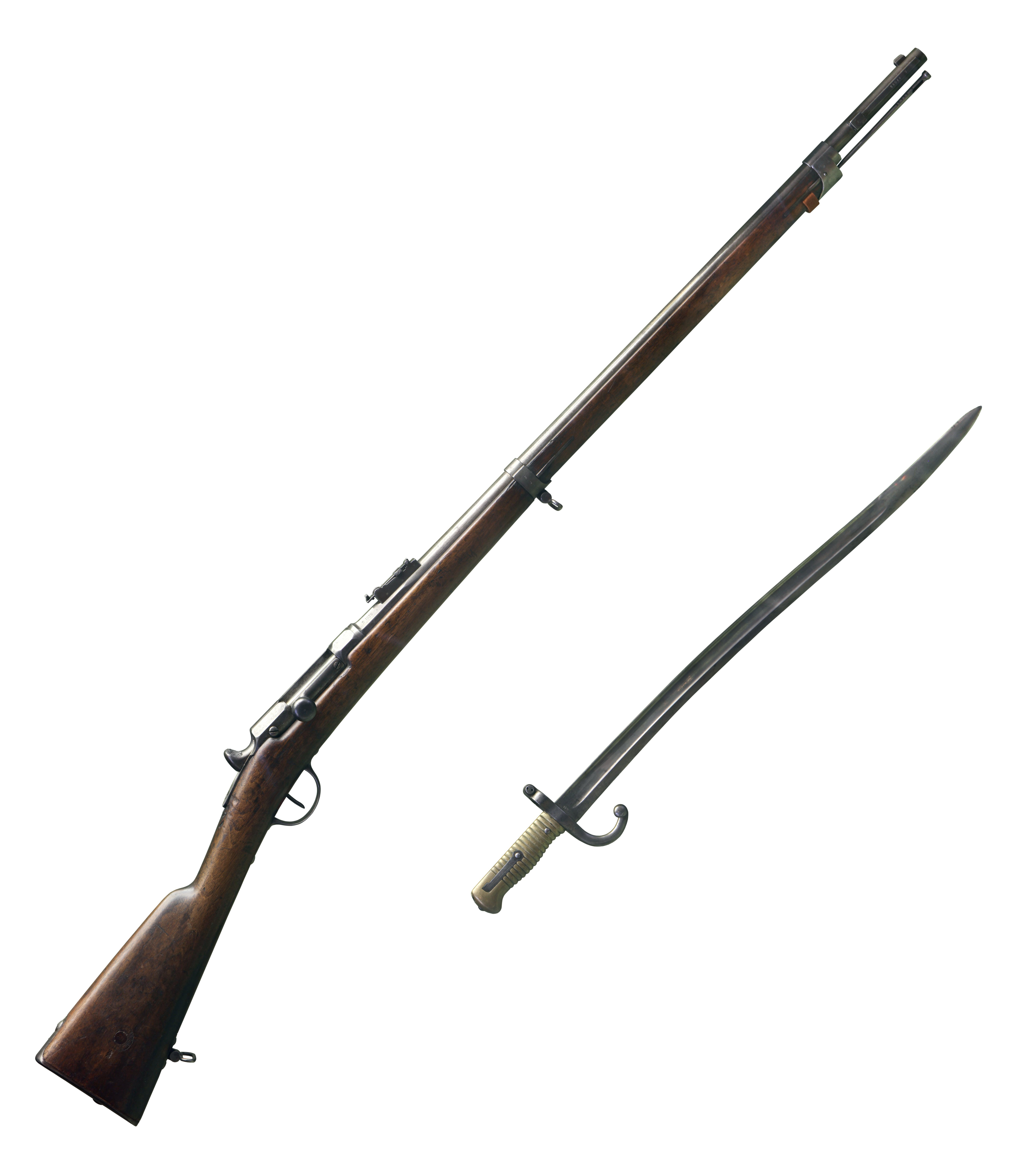
Fucile bolt-action Chassepot e relativa sciabola-baionetta (tipo yatagan).

L'esercito britannico alla fine non adottò la sciabola-baionetta, e perciò la baionetta a ghiera sopravvisse ancora nel 1854, quando le forze britanniche introdussero il moschetto rigato. Questa nuova arma copiava il sistema francese di aggancio ad anello. La nuova baionetta mostrò quel che valeva alla Battaglia di Alma e a quella di Inkerman nella Guerra di Crimea, e l'esercito imperiale russo imparò a temerla.

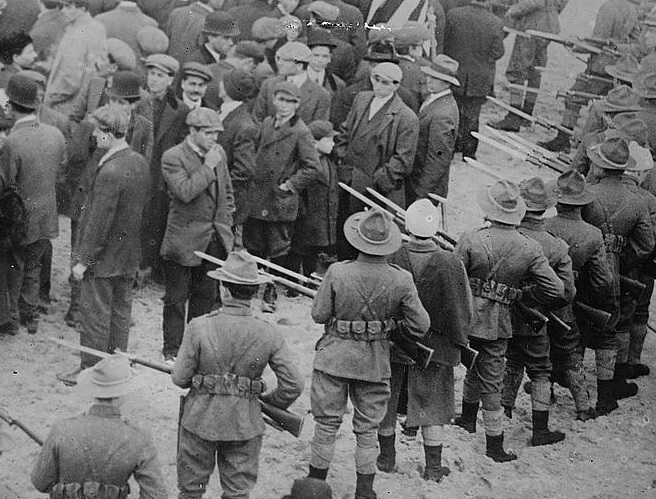
La Massachusetts Militia respinge gli scioperanti con le baionette inastate. Lawrence (Massachusetts), 1912.

Dal 1889 alcune nazioni cominciarono a sviluppare fucili bolt-action a retrocarica (come lo Chassepot) e sciabole-baionette adatte alla produzione di massa e ad all'uso da parte di polizia, reparti di pionieri e del genio. La decisione di riprogettare la baionetta come corta spada fu vista da alcuni come riconoscimento della declinante importanza della baionetta inastata come "vera" arma, in considerazione dei progressi tecnologici delle armi da fuoco. Secondo il resoconto di un quotidiano britannico, "la commissione, nel consigliare la nuova sciabola-baionetta, sembra avere considerato che le baionette rispetto al passato, in avvenire saranno sempre più di rado usate come arma di offesa e difesa; ha auspicato, conseguentemente, trasformarla in uno strumento di utilità più generale."

### Baionette multiuso

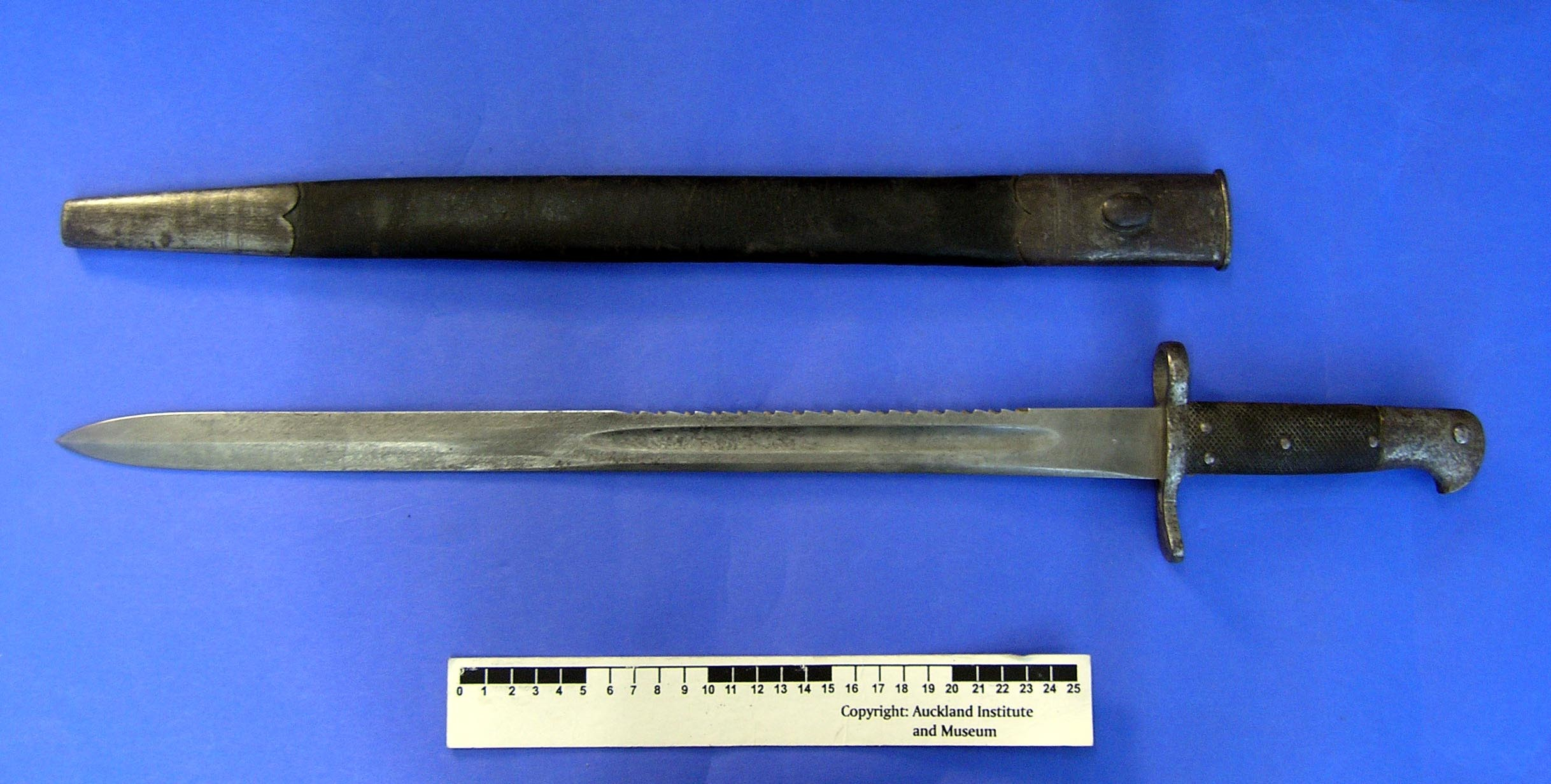
Baionetta britannica "Pattern 1875 Snider" a dorso seghettato (con fodero) per carabina da artiglieria.

Uno di questi design multiuso fu la baionetta 'a sega', che aveva il dorso della lama seghettato. La baionetta a sega era pensata per l'uso come strumento di utilità multifunzione e anche come arma; i denti erano concepiti per facilitare il taglio di legna per vari lavori difensivi come pali per il filo spinato, oltre a macellare bestiame. Fu adottata inizialmente dagli Stati tedeschi nel 1865; fino alla metà della Prima guerra mondiale circa il 5% di tutti i progetti di baionette era integrato da una versione a sega, per esempio in Belgio nel 1868, Gran Bretagna nel 1869 e Svizzera nel 1878 (la Svizzera introdusse il suo ultimo modello nel 1914). Le baionette a sega originali erano tipicamente del tipo spada pesante, assegnate ai genieri, con l'aspetto baionetta un po' in secondo piano rispetto a quello "utensile". Le successive baionette a sega tedesche erano più un indicatore di rango che una sega per uso pratico. Il dorso a sega si dimostrò relativamente inefficace come attrezzo da taglio, e fu presto reso desueto dalle migliorie nella logistica militare e nei trasporti; la maggior parte delle nazioni abbandonarono la caratteristica del dorso a sega dal 1900. L'esercito tedesco cessò l'uso di baionette a sega nel 1917 dopo le proteste sul punto che la lama seghettata causava ferite inutilmente gravi quando veniva usata come baionetta inastata.

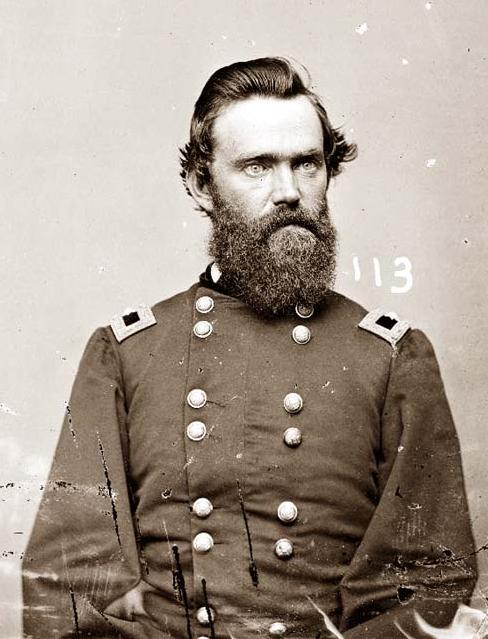
Edmund Rice, c. 1860

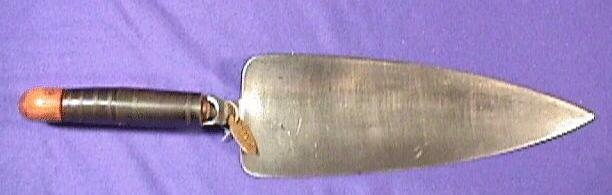
La paletta USA "Bayonet Model 1873".

La baionetta pala o zappa fu un altro design multiuso, concepito sia per l'uso come arma offensiva sia come attrezzo da scavo per allestire trincee. Dal 1870 lo US Army dotò i reggimenti di fanteria di pale-baionette basate su un progetto del tenente colonnello Edmund Rice (ufficiale dell'esercito USA e veterano della Guerra Civile), che erano costruite dalla Springfield Armory. Oltre alla sua (ovvia) utilità come baionetta inastata e attrezzo da scavo, la pala-baionetta poteva essere usata per intonacare capanne fatte coi tronchi e camini di pietra negli acquartieramenti invernali; se affilata su un lato, poteva tagliare pali e picchetti per tende. Complessivamente ne verranno distribuite diecimila, e l'arnese fu sperimentato sul campo nella Guerra dei Nasi Forati (1877). Rice fu autorizzato ad allontanarsi dal servizio nel 1877 per dimostrare la sua pala-baionetta a parecchie nazioni europee. Un ufficiale di fanteria la consigliò al posto di tutti gli altri modelli, osservando che "gli attrezzi di trinceamento  (sic) di un esercito raramente raggiungono il fronte prima che sia passata l'esigenza del loro uso". La pala-baionetta di Rice fu dichiarata obsoleta dall'esercito USA nel dicembre 1881.

### La controversia sulla "portata"

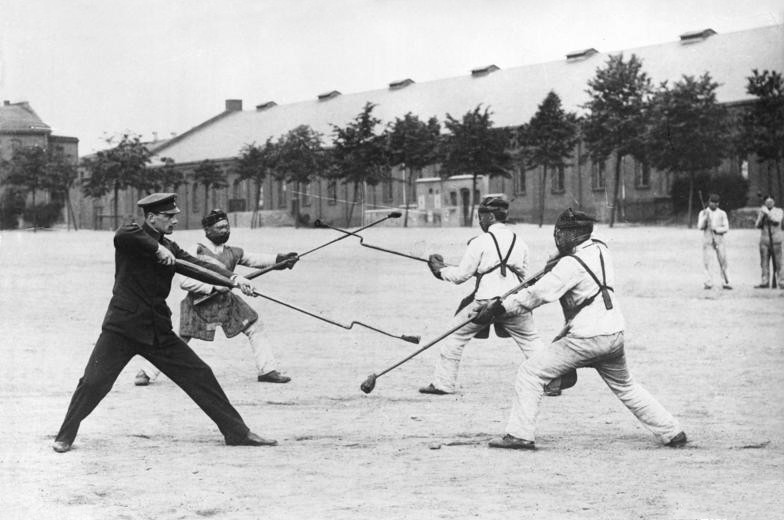
Soldati tedeschi si addestrano con la baionetta nel 1914.

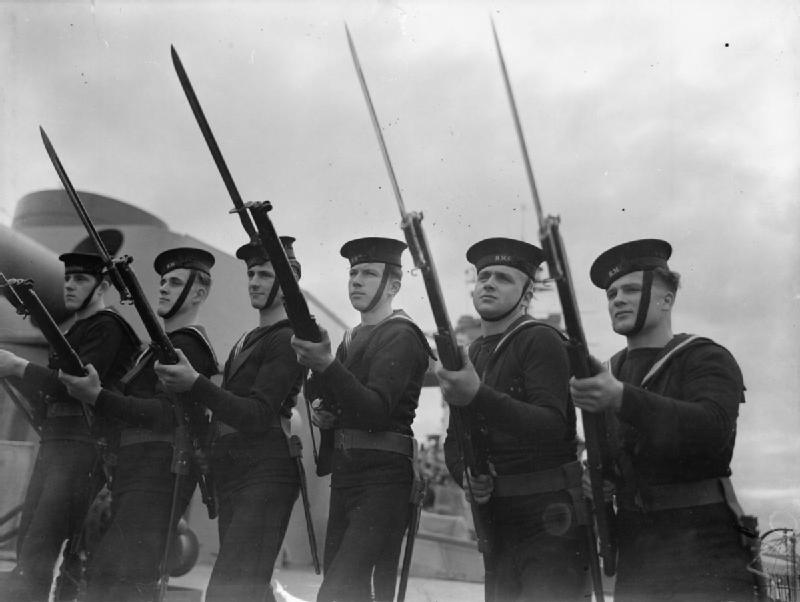
Sei marinai con fucili Lee–Enfield, nella posizione 'in guardia' durante l'addestramento con fucile e baionetta a bordo della corazzata HMS Rodney (29). Ottobre 1940.

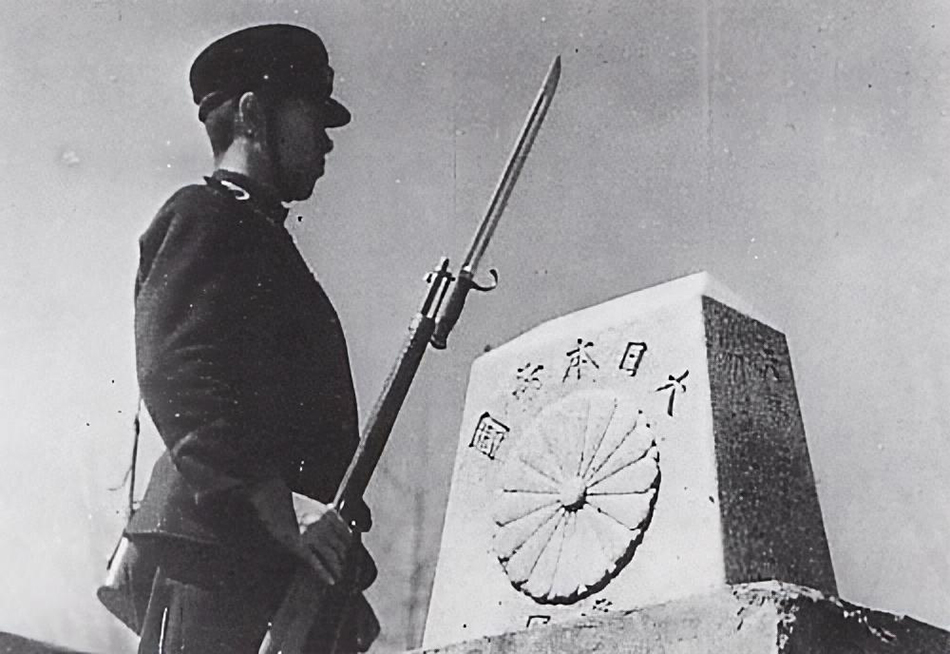
Dal 1899 alla fine della Guerra del Pacifico, i giapponesi usarono la lunghissima (38 cm) sciabola-baionetta Tipo 30 sul già molto lungo fucile Arisaka.

Anteriormente alla Prima guerra mondiale, la dottrina sull'impiego della baionetta era ampiamente fondata sul concetto di "portata"; cioè, la possibilità teorica per un soldato, grazie all'uso di un fucile estremamente lungo più relativa baionetta, di trafiggere un soldato nemico senza dover entrare nella portata della lama avversaria. Si pensava che una lunghezza complessiva di fucile e baionetta, superiore all'equivalente dotazione del fante nemico, conferisse un vantaggio tattico sul campo di battaglia.
Nel 1886 l'esercito francese adottò uno spiedo épée quadrangolare di 52 cm come baionetta del Lebel Modèle 1886, la Épée-Baïonnette Modèle 1886, raggiungendo un complesso fucile/baionetta da 1,8 m.
La Germania reagì introducendo una lunga sciabola-baionetta per il Mauser Gewehr 98 che aveva una canna da 76 cm. La baionetta, Seitengewehr 98, vantava una lama da 50 cm. Con una lunghezza totale di 1,75 m, la combinazione fucile/baionetta dell'esercito tedesco era seconda solo al Lebel francese quanto a "portata".
Dopo il 1900, Svizzera, Gran Bretagna, e Stati Uniti adottarono fucili la cui canna era più corta di quella di un moschetto ad anima rigata, ma più lunga di quella di una carabina. Tali nuove armi erano concepite per l'uso generale, di fanteria e cavalleria. La "portata" di questi nuovi corti fucili con relativa baionetta inserita era ridotta (rispetto alle linee più tradizionali dell'epoca). Nel 1904 la Gran Bretagna introdusse il fucile accorciato Lee-Enfield, lo SMLE. Il già citato Mauser 98 tedesco con la sua sciabola-baionetta inserita era 20 cm più lungo dello SMLE con relativa baionetta P1903, dotata di una lama da 30 cm. Sebbene la P1903 britannica, e la sua simile antecedente P1888, fossero soddisfacenti sul campo di battaglia, si levarono presto critiche quanto all'abbreviata portata. Uno scrittore militare del tempo avvisava: "Il soldato tedesco ha un argomento 20 cm migliore rispetto al soldato britannico quando si tratta di incrociare le baionette, e quei 20 cm extra fanno volgere facilmente la battaglia in favore di quella più lunga, se entrambi gli uomini sono di egual valore."
Nel 1905 l'esercito tedesco adottò una baionetta accorciata (37 cm), la Seitengewehr 98/06, per genieri e pionieri, e nel 1908 pure un fucile corto, il Karabiner Model 1898AZ, fabbricato in serie limitata per cavalleria, artiglieria ed altri reparti specialistici. Ad ogni modo, il fucile 98 Mauser a canna lunga restava in servizio come arma principale della fanteria. Inoltre, le autorità militari tedesche continuavano a caldeggiare l'idea di sovrastare il proprio avversario sul campo di battaglia per mezzo di una più lunga combinazione fucile/baionetta, un concetto centrale nelle loro dottrine sull'addestramento della fanteria con la baionetta. Tra tali dottrine si trovava l'attacco punto di lancio o spinta-e-affondo prolungati. Usando questa tattica, il soldato tedesco si abbassava in un mezzo accosciamento, con il fucile e la baionetta inserita tenuti vicino al corpo. In questa posizione il soldato poi spingeva il fucile in avanti, poi lasciava cadere la mano di sostegno e faceva un passo avanti con il piede destro, contemporaneamente spingendo fuori il braccio destro in tutta la sua lunghezza con il fucile allungato tenuto in pugno con la sola mano destra. Con una "zona letale" di quasi tre metri e mezzo, l'attacco di baionetta punto di lancio dava un impressionante aumento nella 'portata', e in seguito fu adottata da altre forze militari, tra cui lo U.S. Army.
In reazione alle critiche sulla ridotta portata del fucile SMLE con la sua baionetta, nel 1908 le autorità britanniche degli armamenti introdussero la baionetta P1907, che aveva una lama allungata da circa 43 cm per compensare la ridotta lunghezza complessiva del fucile SMLE. La baionetta 1907 era essenzialmente una copia della baionetta giapponese Tipo 30, avendo la Gran Bretagna acquistato un certo numero di fucili Tipo 30 per la Royal Navy alcuni anni prima. Le autorità USA a sua volta adottò per il fucile corto Springfield M1903 una lunga (40,64 cm di lama) baionetta, la M1905; più tardi fu messa in campo una lunga sciabola-baionetta per il fucile M1917 Enfield.

### Ribaltamento di opinione

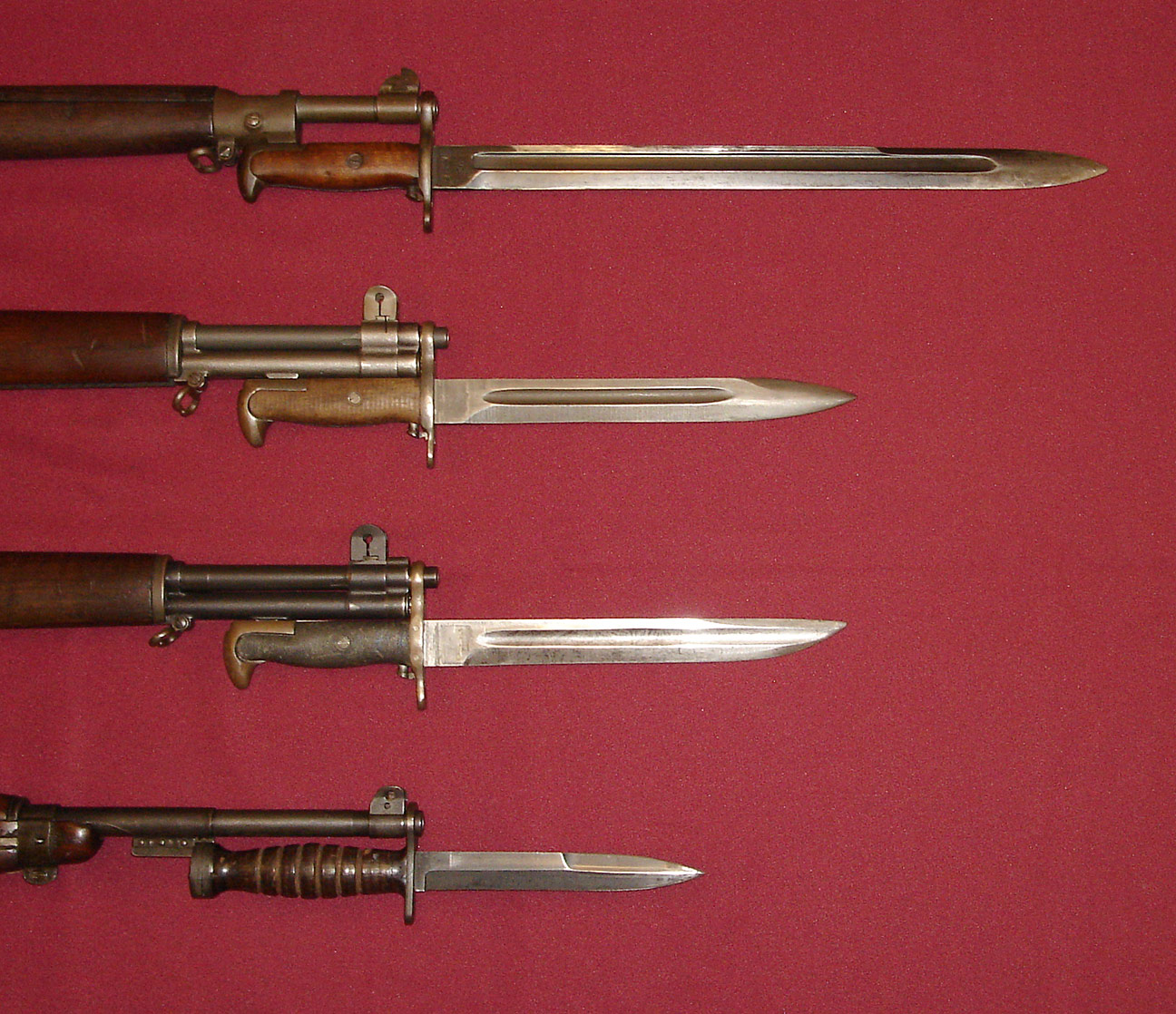
Baionette delle forze armate USA; dall'alto in basso, la M1905, la M1, la M1905E1 Bowie Point Bayonet (versione della M1905), e la baionetta M4 per la carabina M1.

L'esperienza della prima guerra mondiale capovolse l'opinione sulla validità di fucili e baionette lunghi nelle tipiche attività di combattimento. Tanto negli spazi ristretti della guerra di trincea, nelle incursioni e pattuglie notturne, quanto negli attacchi in campo aperto, soldati di entrambi gli schieramenti presto riconobbero le intrinseche limitazioni di un lungo e goffo fucile con baionetta utilizzato come arma da combattimento ravvicinato. Una volta che i soldati Alleati erano stati istruiti ad aspettarsi l'attacco punto di lancio o spinta-e-affondo prolungati, il metodo perse la maggior parte del suo pregio nei campi di battaglia della Prima guerra mondiale. Aveva bisogno di un braccio e di un polso forti, era molto lento nel recuperare se la spinta iniziale avesse mancato il bersaglio, ed era facilmente schivato da un soldato addestrato ad aspettarselo, pertanto esponeva il soldato tedesco ad un affondo di risposta che a sua volta non avrebbe potuto facilmente bloccare o schivare. Al posto delle più lunghe baionette, le forze di fanteria di ambo le parti iniziarono a sperimentare altre armi come strumenti ausiliari per il combattimento ravvicinato, tra cui pugnale da trincea, pistola, bomba a mano, e vanghetto da trincea.
I soldati iniziarono presto ad impiegare la baionetta sia come coltello sia come accessorio del fucile, e le baionette erano spesso accorciate più o meno ufficialmente per renderle più versatili e più facili da usare come utensili, o per manovrare nel combattimento ravvicinato. Nella Seconda guerra mondiale le baionette furono vieppiù accorciate fino a trasformarle in armi grandi come coltelli perché si potessero prestare al combattimento o come coltelli da lavoro. La netta maggioranza delle baionette moderne introdotte dopo la Seconda guerra mondiale sono del tipo coltello baionetta.

## Carica alla baionetta
Lo sviluppo della baionetta nel tardo XVII secolo determinò la conseguenza che la carica alla baionetta diventasse la principale tattica di fanteria tra il XIX e il XX secolo. Già nel XIX secolo gli studiosi avevano iniziato ad osservare che perlopiù le cariche alla baionetta non si sviluppavano in un combattimento ravvicinato. Al contrario, di solito una delle due parti fuggiva prima che avesse luogo l'effettivo scontro con le baionette. Il gesto di inastare le baionette era ritenuto soprattutto attinente al morale, l'ostentazione di un chiaro segnale, per amici e nemici, della determinazione ad uccidere fino alla lotta corpo a corpo.

### Guerre napoleoniche

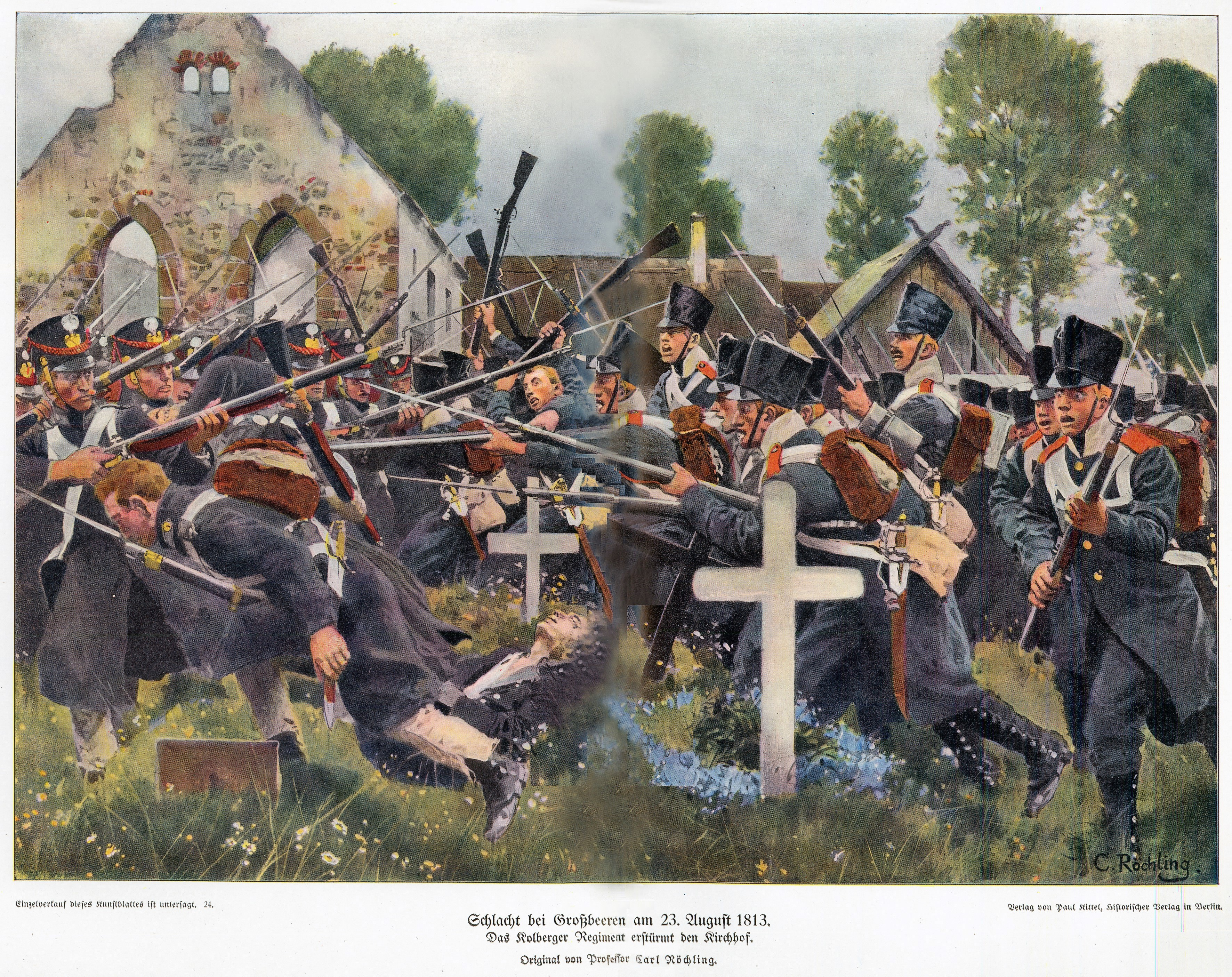
Carica alla baionetta nella Battaglia di Großbeeren (1813).

La carica alla baionetta era tattica comune delle Guerre napoleoniche. Nonostante la sua efficacia, una carica alla baionetta non causava necessariamente un numero rilevante di vittime dovute all'uso vero e proprio dell'arma. Da precise liste di caduti in battaglia a partire dal XVIII secolo, si evince che in molte battaglie meno del 2% delle ferite trattate erano provocate da baionette. Antoine-Henri Jomini, celebre scrittore di argomenti militari che aveva prestato servizio in numerosi eserciti nel periodo napoleonico, affermava che gran parte delle cariche alla baionetta in campo aperto determinavano la fuga di uno schieramento prima che ci fosse un qualsiasi contatto. Qualche combattimento con la baionetta si verificava, ma su piccola scala quando unità di fronti opposti si incontravano in uno spazio ristretto, come durante l'assalto a fortificazioni o nelle schermaglie delle imboscate su terreni accidentati.

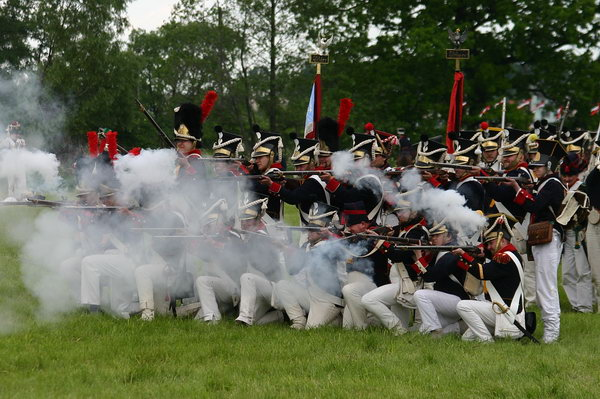
Rievocazione moderna della Battaglia di Raszyn, avvenuta nel 1809.

 In un'era di scariche simultanee di fucileria, al confronto con ondivaghe pallottole invisibili, la minaccia della baionetta era molto più tangibile e immediata — garantiva di portare ad un'orribile fine personale se nessuna fazione avesse desistito. Tutto questo induceva i combattenti a dileguarsi prima che le schiere venissero a contatto. Pertanto, la baionetta era di immensa utilità per guadagnare terreno sul nemico, benché di rado fosse realmente usata per offendere.

### Guerra civile americana

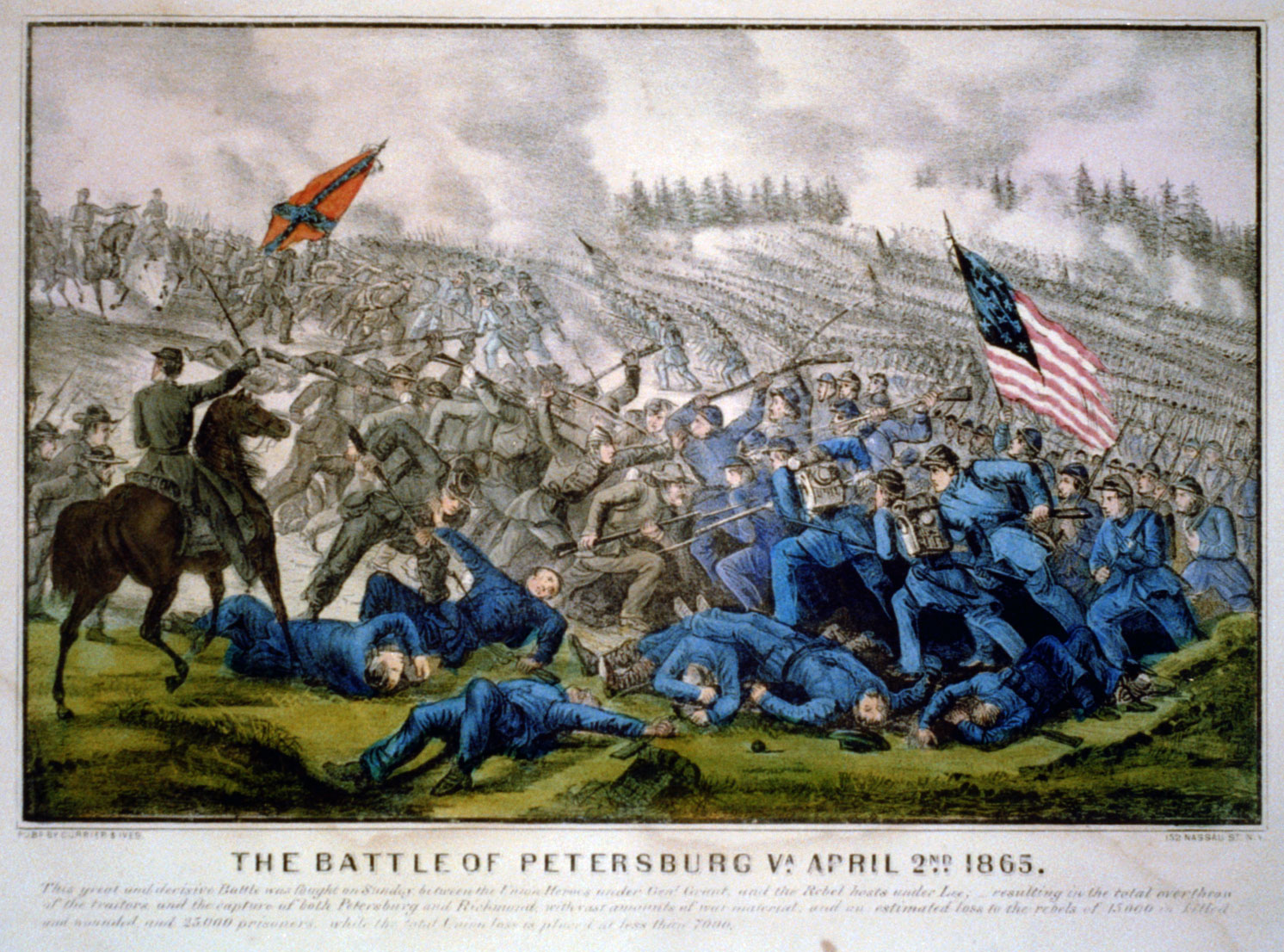
Carica alla baionetta durante la Guerra civile americana

Nella Guerra di secessione americana (1861—1865) la baionetta provocò meno dell'1% delle morti in battaglia, prefigurando un tratto saliente della guerra moderna. L'uso delle cariche alla baionetta per costringere il nemico a ritirarsi ebbe un grande successo in numerosi scontri di piccole unità in spazi limitati nel corso della Guerra di secessione americana, dato che la maggioranza delle truppe avrebbero ripiegato se prese d'assalto mentre ricaricavano le armi (l'operazione avrebbe richiesto almeno un minuto con la polvere sciolta, anche a truppe ben addestrate). Anche se tali cariche cagionavano poche vittime, spesso decidevano le sorti di brevi scontri, e il possesso tattico di importanti capisaldi difensivi. Inoltre si poteva usare la pressione delle baionette per radunare uomini momentaneamente sbandati dal fuoco nemico.
Benché nel complesso la Battaglia di Gettysburg sia stata vinta dallo Union Army per l'effetto combinato di terreno e massiccio fuoco di artiglieria, un punto decisivo del secondo giorno di battaglia si imperniò sulla carica alla baionetta di Little Round Top, quando il 20th Maine Volunteer Infantry Regiment, rimasto a corto di munizioni per i moschetti, si lanciò in una carica in discesa, sorprendendo e catturando molti dei soldati superstiti del 15th Alabama e di altri reggimenti confederati.

### Scavalcare il parapetto

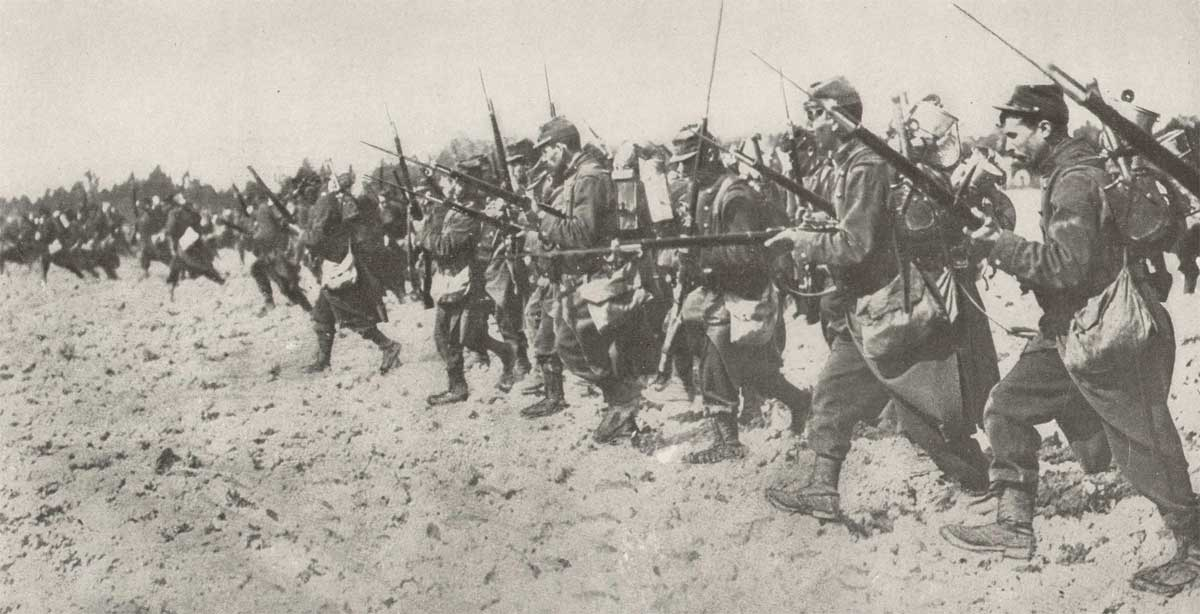
Fanteria francese carica alla baionetta durante la Grande guerra. I soldati sono armati di Lebel Modèle 1886, e sfoggiano ancora uniformi di stile ottocentesco, sprovviste di elmetto e non mimetiche.

L'immagine comune della Prima guerra mondiale è un'ondata di soldati con baionetta inastata, che "scavalcano il parapetto [della trincea]" e caricano nella terra di nessuno, sfidando una pioggia di fuoco nemico. Questo in effetti era il modo ordinario di combattere al principio di quel conflitto, ma raramente era una tattica fruttuosa. Le perdite britanniche nel primo giorno della Battaglia della Somme furono le peggiori nella storia del British Army: 57 470 uomini, di cui 19 240 uccisi.
Nella Prima guerra mondiale, la terra di nessuno era spesso larga centinaia di metri. La zona di solito era devastata dalla guerra e costellata di crateri provocati da proiettili di artiglieria e mortai, talvolta contaminata da armi chimiche.
Pesantemente difesa da mitragliatrici, mortai, artiglieria e fucilieri su entrambi i fronti, era spesso munita di filo spinato e mine terrestri, e ingombrata dei cadaveri in decomposizione di quelli che non ce l'avevano fatta ad attraversare il mare di proiettili, esplosioni e fiamme. Una carica alla baionetta attraverso la terra di nessuno spesso cagionava il completo annientamento di battaglioni interi.

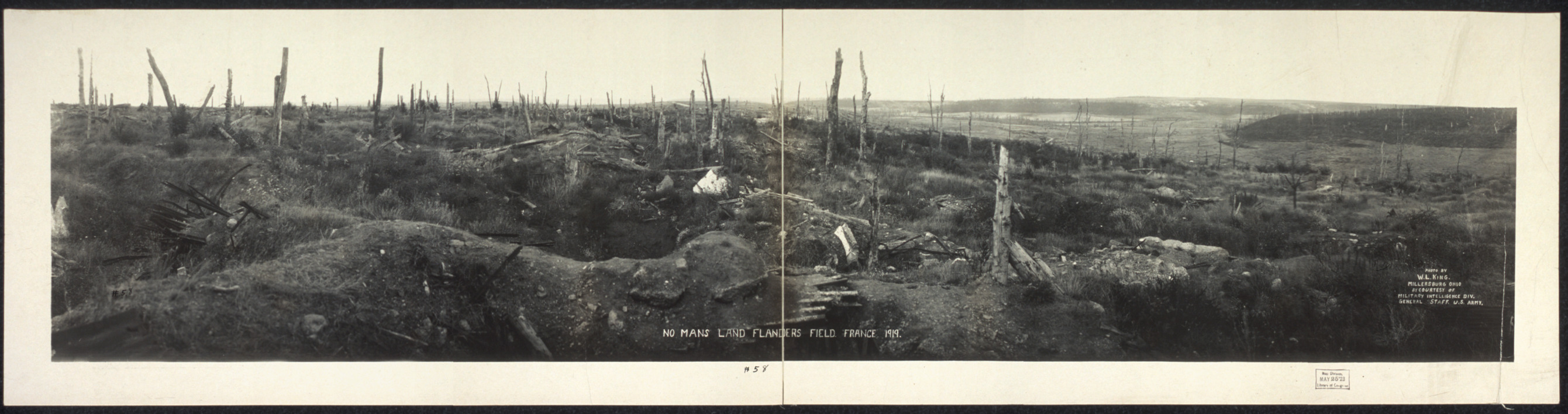
Una striscia di terra di nessuno nei Flanders Fields (Francia), 1919.

### Attacchi banzai
L'avvento della guerra moderna nel XX secolo mise in discussione la tradizione delle cariche alla baionetta. Durante l'assedio di Port Arthur (1904–05) i giapponesi lanciarono attacchi suicidi di ondate umane contro artiglieria e mitragliatrici russe, patendo enormi perdite. Secondo una descrizione delle conseguenze, una "spessa, interrotta massa di cadaveri ricopriva la fredda terra come un [tappeto]".

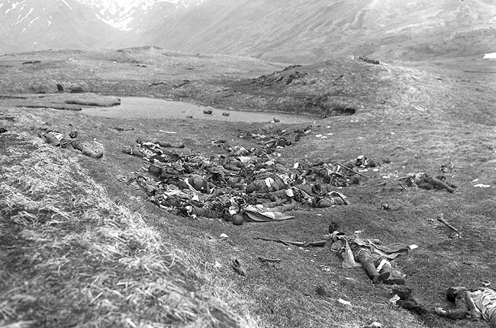
Soldati giapponesi giacciono morti dopo un attacco banzai finale contro le forze americane durante la Battaglia di Attu, 29 maggio 1943.

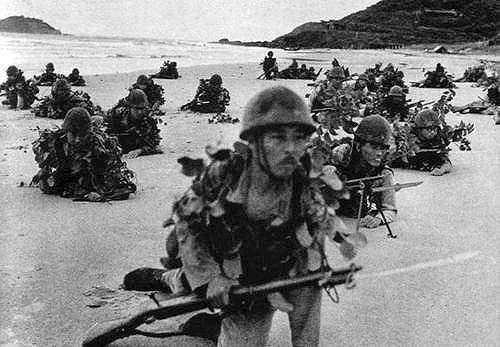
L’esercito imperiale nipponico era l’unico ad utilizzare baionette su mitragliatrici leggere. In questa foto, un reparto attacca la Malesia Britannica nel 1941. Il soldato in secondo piano, a destra, ha una Type 56 con baionetta inastata.

Nondimeno, durante la Seconda guerra sino-giapponese, i giapponesi riuscivano ad usare efficacemente le cariche alla baionetta contro forze cinesi mal organizzate e con scarso armamento. L'attacco banzai divenne una tattica militare accettata con cui i giapponesi di solito riuscivano a mettere in rotta unità cinesi numericamente superiori.
Nelle fasi iniziali della Guerra nel Pacifico, un attacco banzai improvviso poteva sopraffare gruppi esigui di soldati nemici impreparati a un tale attacco. Ma alla fine della guerra, contro forze americane ben organizzate e altrettanto armate, un attacco banzai arrecava pochi danni, a costo di enormi perdite per chi lo aveva lanciato. Nel migliore dei casi, erano condotti come mossa estrema da piccoli gruppi di soldati superstiti quando la battaglia era già perduta (per loro). Nel caso peggiore, venivano gettate al vento preziose risorse umane e materiali in attacchi suicidi, che semplicemente acceleravano la sconfitta.
Alcuni comandanti, come il generale Tadamichi Kuribayashi, riconobbero l'inutile spreco rappresentato da tali attacchi e vietarono espressamente ai loro uomini di eseguirli. Infatti, gli americani furono stupiti che i giapponesi non compissero attacchi banzai nella Battaglia di Iwo Jima.

### Attacco ad ondata umana
L'espressione "attacco ad ondata umana" è stato spesso usata impropriamente per descrivere l'attacco breve cinese — una combinazione delle tattiche di infiltrazione e shock impiegata dell'ELP durante la Guerra di Corea. Un tipico attacco breve cinese era eseguito nottetempo inviando una serie di piccoli gruppi di fuoco da cinque uomini per attaccare il punto più debole delle difese nemiche. La squadra d'assalto cinese sarebbe avanzata non vista strisciando a "passo del leopardo" fino al raggio di lancio delle bombe a mano, e a quel punto avrebbe iniziato l'attacco alla baionetta a sorpresa contro i difensori, cercando di sopraffarli in virtù dell'effetto shock e confusione massimi.
Se lo shock iniziale non riusciva a far breccia nelle difese, sarebbero arrivati altri gruppi di fuoco insistendo sui fianchi e sul retro dello stesso punto fino a creare una falla. Non appena fosse stata compiuta la penetrazione, il grosso delle forze cinesi si sarebbe spostato sul retro del nemico, attaccandolo alle spalle. A causa dei primitivi sistemi di comunicazione e dello stringente controllo politico che gravava sull'esercito cinese, gli attacchi brevi erano spesso ripetuti finché le difese erano state penetrate o gli attaccanti completamente annientati.
Lo schema di attacco persistente impressionò notevolmente le forze ONU che combattevano in Corea, dando vita al concetto di "ondata umana". Il termine "ondata umana" fu usato in seguito da giornalisti e autorità militari per trasmettere l'immagine dei soldati americani che venivano assaliti da quantità esorbitanti di cinesi su un ampio fronte, il che è inesatto se confrontato con la normale prassi cinesi di mandare serie successive di piccole squadre contro un punto debole della linea. In realtà era raro che i cinesi usassero veramente formazioni densamente concentrate di fanteria per assorbire il fuoco nemico.

### Ultimi urrà

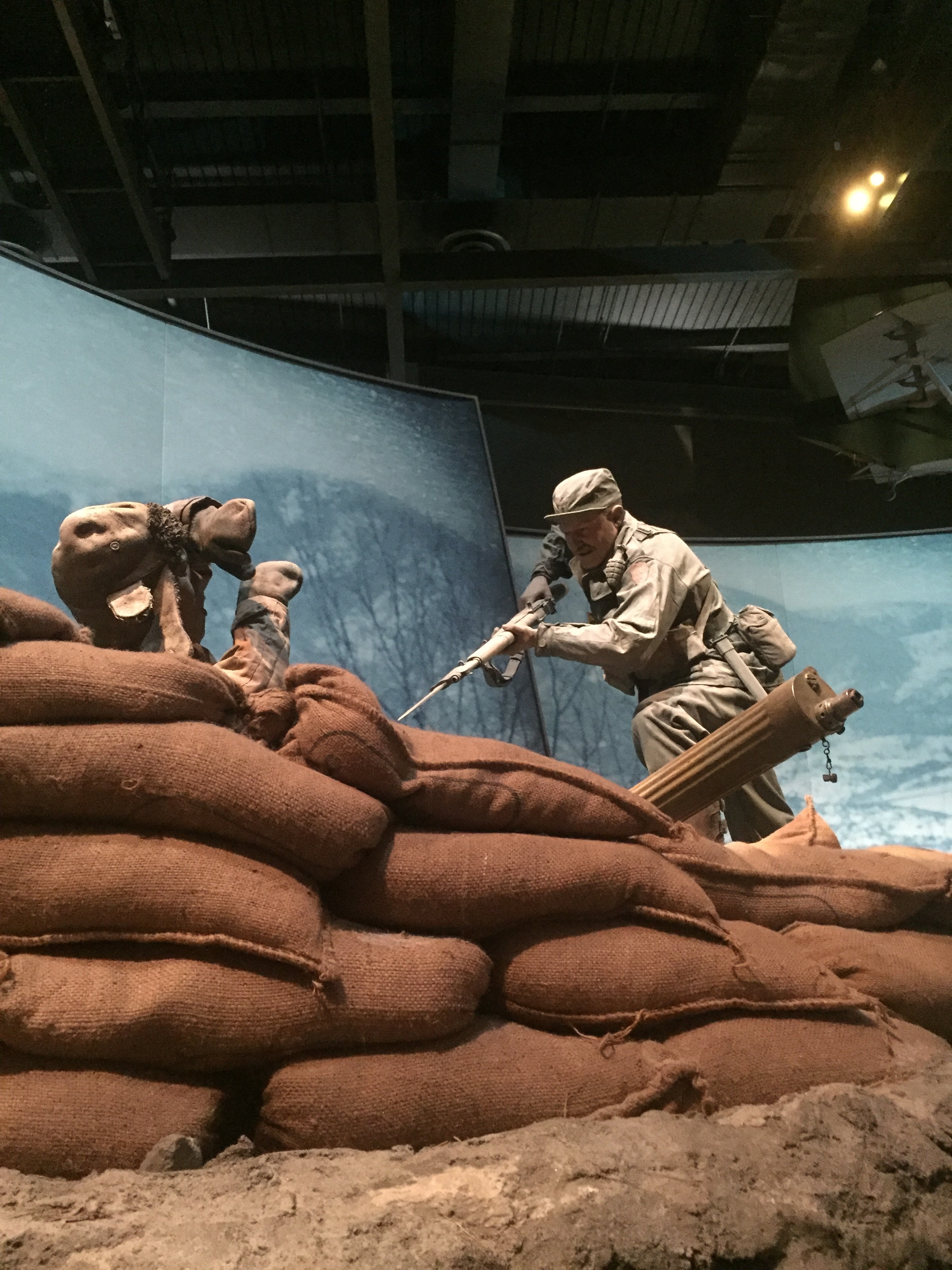
Un diorama a grandezza naturale nello US Army Infantry Museum, Fort Benning (Georgia), raffigurante la carica di Millett sulla Collina 180 nella Guerra di Corea, per la quale ricevette la Medal of Honor.

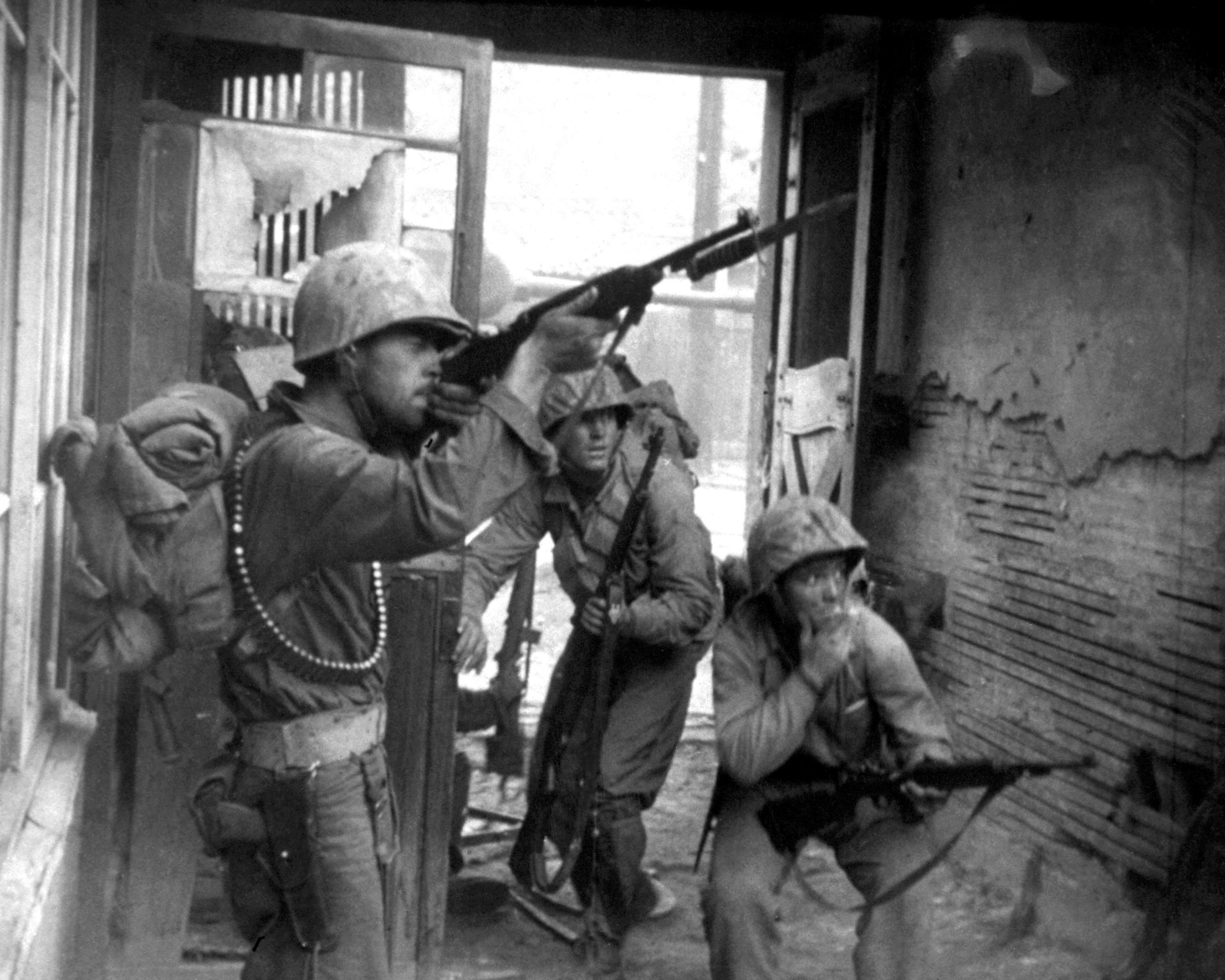
Marines USA combattono nelle strade di Seul (Corea). 20 settembre 1950. La carabina M1 in primo piano ha la baionetta montata.

Nella Guerra di Corea, il Battaglione francese e la Brigata turca non disdegnavano le cariche alla baionetta contro il nemico.
In quel medesimo conflitto, l'ufficiale US Army Lewis L. Millett guidò i soldati del 27th Infantry Regiment dello US Army ad espugnare una postazione di mitragliatrice con le baionette. Lo storico S.L.A. Marshall descrisse l'attacco come "la carica alla baionetta più completa delle truppe americane dai tempi di Cold Harbor". Di circa 50 nemici morti, grosso modo 20 risultarono uccisi dalle baionette, e il posto di conseguenza divenne noto come Collina delle Baionette. Questa fu l'ultima carica alla baionetta dello US Army. Per la sua azione di comando durante l'assalto, Millett fu insignito della Medal of Honor. Il presidente Harry S. Truman gli consegnò formalmente la medaglia nel luglio 1951. Ricevette la seconda più alta decorazione dell'esercito, la Distinguished Service Cross, per aver guidato un'altra carica alla baionetta lo stesso mese.
Nel 1982 il II battaglione Guardie Scozzesi del British Army eseguì cariche alla baionetta durante la Guerra delle Falklands alla Battaglia di Mount Tumbledown. Per il coraggio dimostrato nell'attacco, ricevettero un Distinguished Service Order, due Military Cross, due Distinguished Conduct Medal (una alla memoria), e due Military Medal. Uomini del 9 Para Squadron, Royal Engineers, furono insigniti di due Military Medal e al capitano Sam Dreenan, il pilota Army Air Corps Scout che aveva raccolto sotto il fuoco nemico due soldati feriti ed un ex sottufficiale delle Guardie Scozzesi fu tributata la Distinguished Flying Cross.
Nel 1995, durante l'Assedio di Sarajevo, i fanti di marina francesi del 3e Régiment d'Infanterie de Marine effettuarono una carica alla baionetta contro le forze serbe alla Battaglia del ponte Suada e Olga. Le azioni svolte dal reggimento permisero ai Caschi blu dell'ONU di uscire da una posizione passiva dovuta al fatto che per la prima volta erano stati impegnati da reazioni ostili. Questo evento provocò due morti e diciassette feriti.
Durante la Seconda guerra del Golfo e la Guerra in Afghanistan le unità dell'esercito britannico eseguirono cariche alla baionetta. Nel 2004 in Iraq alla Battaglia di Danny Boy, gli Argyll and Sutherland Highlanders caricarono alla baionetta postazioni di mortai tenute da più di cento membri delle "Compagnie della pace". Il conseguente combattimento corpo a corpo provocò tra gli insorgenti circa 40 morti con 35 corpi raccolti (molti furono portati via dal fiume) e nove prigionieri. Il sergente Brian Wood, del Princess of Wales's Royal Regiment, fu insignito della Military Cross per il ruolo svolto nella battaglia.
Nel 2009 il tenente James Adamson del Royal Regiment of Scotland ottenne la Military Cross per una carica alla baionetta durante un turno di servizio in Afghanistan: dopo aver sparato ad un guerrigliero talebano uccidendolo, Adamson aveva esaurito le cartucce, ma apparve un altro nemico. Immediatamente caricò il secondo combattente talebano e lo uccise con la baionetta. Nel settembre 2012 il Lance corporal Sean Jones del Princess of Wales's Regiment ricevette la Military Cross per il ruolo svolto in una carica alla baionetta che ebbe luogo nell'ottobre del 2011.

## Baionette contemporanee
Oggi raramente si usa la baionetta in combattimenti individuali.
Malgrado i suoi limiti, molti progetti moderni di fucile d'assalto (anche quelli bullpup) mantengono un nasello [per collegare una baionetta] e la baionetta è ancora tra le dotazioni di molti eserciti. La baionetta è ancora usata per tenere sotto controllo prigionieri, o come arma di ultima istanza. Inoltre, alcune autorità hanno concluso che la baionetta è un utile strumento addestrativo per rinsaldare il morale aumentando l'auspicata aggressività delle truppe.
Le baionette di oggi spesso si pongono anche come coltelli di utilità, apribottiglie o coltelli da lancio. D'altro canto, fornire una moderna baionetta/coltello multifunzione è più economico e razionale che assegnare distinti attrezzi specializzati come baionette, coltelli tattici e da combattimento.

### Austria
Lo Steyr AUG usa due tipi di baionetta. Il primo e più comune è una baionetta multiuso Eickhorn KCB-70 con un'interfaccia tipo baionetta M16. Il secondo tipo è rappresentato dal Glock 78 e dal Feldmesser 81 che possono essere usati anche come baionetta agganciando una ghiera dell'impugnatura (coperta da un rivestimento di plastica) in un adattatore per baionetta che può essere inserito nel fucile AUG. Queste baionette sono rimarchevoli, poiché sono intese principalmente come coltelli da campo o sopravvivenza e in via secondaria come baionette. Possono essere usate anche come coltelli da lancio ed hanno un levacapsule integrato nella guardia.

### Belgio
L'FN FAL ha due tipi di baionetta. La prima è una "spear-point" tradizionale. La seconda è la baionetta a ghiera "Type C" introdotta negli anni 1960. Ha un manico cavo che si infila sul vivo di volata e fessure che si allineano a quelle dello spegnifiamma dei FAL calibro .22 con le specifiche NATO. La sua lama "a spiedo" è spostata all'esterno rispetto al manico cavo, in modo che i proiettili passino a fianco alla lama.

### Federazione russa
L'AK-47 originale disponeva di una baionetta adeguata ma non eccezionale. Ma quella abbinata all'AKM (introdotto nel 1959) era un concetto rivoluzionario. Presenta una lama stile bowie (contro-taglio ricurvo) con denti a sega sul dorso, e può essere usata come coltello multiuso da sopravvivenza e come tagliafilo assieme al suo fodero d'acciaio. Questa soluzione fu copiata da altre nazioni e sviluppata anche nella baionetta M9 USA. La baionetta 6Kh5 dell'AK-74 (introdotto nel 1983) rappresenta un ulteriore affinamento della baionetta per l'AKM. "Ha introdotto una sezione trasversale radicale della lama, che ha un piatto fresato su un lato vicino al bordo e un corrispondente piatto fresato sul lato opposto vicino al falso bordo". La lama ha una nuova punta a spiedo e un'impugnatura di un solo pezzo sagomata in plastica, che la rende un coltello da combattimento più efficace. Ha anche una seghettatura sul falso filo e il consueto buco per usarla come tagliafilo. Entrambe le versioni tagliafilo delle baionette AK hanno un manico isolato e una parte del fodero altrettanto isolata, per poterli usare su cavi elettrificati.

### Francia
La Francia per l'attuale FAMAS usa una più tradizionale baionetta con lama spear-point, quasi identica a quella del MAS 49/56. La Francia sta gradualmente sostituendo il FAMAS con il nuovo fucile H&K 416F, abbinato all'Eickhorn "SG 2000 WC-F", un coltello/baionetta multiuso stile tantō (e simile al KM2000) con un tagliafilo. Pesa 320 g, è lunga 30 cm con una lama seghettata a metà di 17,3 cm per tagliare funi. L'impugnatura e la guaina sono sintetiche, isolate fino a 10 000 volt. La guaina ha anche una cote a diamante.

### Germania
Il fucile H&K G3 usa due tipi di baionette, entrambe montate sopra la canna del G3. La prima è la baionetta ordinaria del G3 con una lama simile alla M7 americana. La seconda è il coltello-baionetta multiuso tipo EICKHORN KCB-70, dotata di lama clip-point con dorso seghettato, fodero tagliafilo e caratteristica impugnatura quadrata. Per l'H&K G36 si fece un limitato uso di baionette tipo II AKM recuperate da magazzini dell'ex Nationale Volksarmee (DDR). L'anello di volata originale fu asportato e sostituito con uno di grande diametro. Il gancio originale per cintura in pelle fu sostituito da un elaborato sistema a rete e gancio in plastica progettato per adattarsi alle buffetterie della Germania Occidentale.

### Italia
Il fucile d'assalto AR 70/90 è dotato di una baionetta di produzione italiana, che ricalca sostanzialmente forma e caratteristiche della M4 statunitense. È denominata convenzionalmente "BM59", perché è la stessa che equipaggiava il precedente fucile da battaglia Beretta BM 59, comunemente chiamato "FAL" negli ambienti militari italiani. L'AR 70/90 viene progressivamente rimpiazzato dal più moderno ARX-160, per il quale è fornita la baionetta "Fulcrum" prodotta dalla impresa italiana Extrema Ratio. Si tratta della trasformazione in baionetta di un omonimo coltello da combattimento/utilità già in dotazione agli incursori paracadutisti del Reggimento Col Moschin. È quindi un coltello-baionetta con le caratteristiche di molte altre armi contemporanee (lama clip-point, seghettatura del filo principale presso la guardia, funzione tagliafilo in sinergia con il fodero, isolamento elettrico).

### Regno Unito
L'attuale baionetta a ghiera britannica L3A1 si basa su quella analoga "Type C" dell'FN FAL (vedi sezione precedente) con una lama "clip-point". Ha un manico cavo che si infila al vivo di volata del fucile SA80/L85 e fessure che si allineano con il suo spegnifiamma. La lama è spostata all'esterno rispetto al manico cavo, in modo che i proiettili passino a fianco alla lama. Può essere usata come coltello multiuso e tagliafilo, assieme al fodero. Il fodero ha anche una cote e una lama seghettata ripiegabile.

### Repubblica popolare cinese
Il fucile d'assalto AK-47 fu copiato in Cina sotto la denominazione Type 56 e corredato di una baionetta a spiedo integrata ripiegabile, analoga a quella della carabina SKS. Alcuni Type 56 possono anche usare la baionetta Type II dell'AKM. L'ultimo fucile cinese, il QBZ-95, ha una baionetta/coltello multiuso simile alla M9 USA.

### Stati Uniti

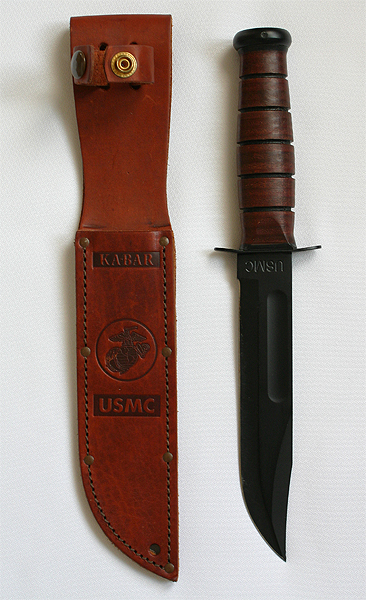
Coltello Ka-Bar dei Marines.

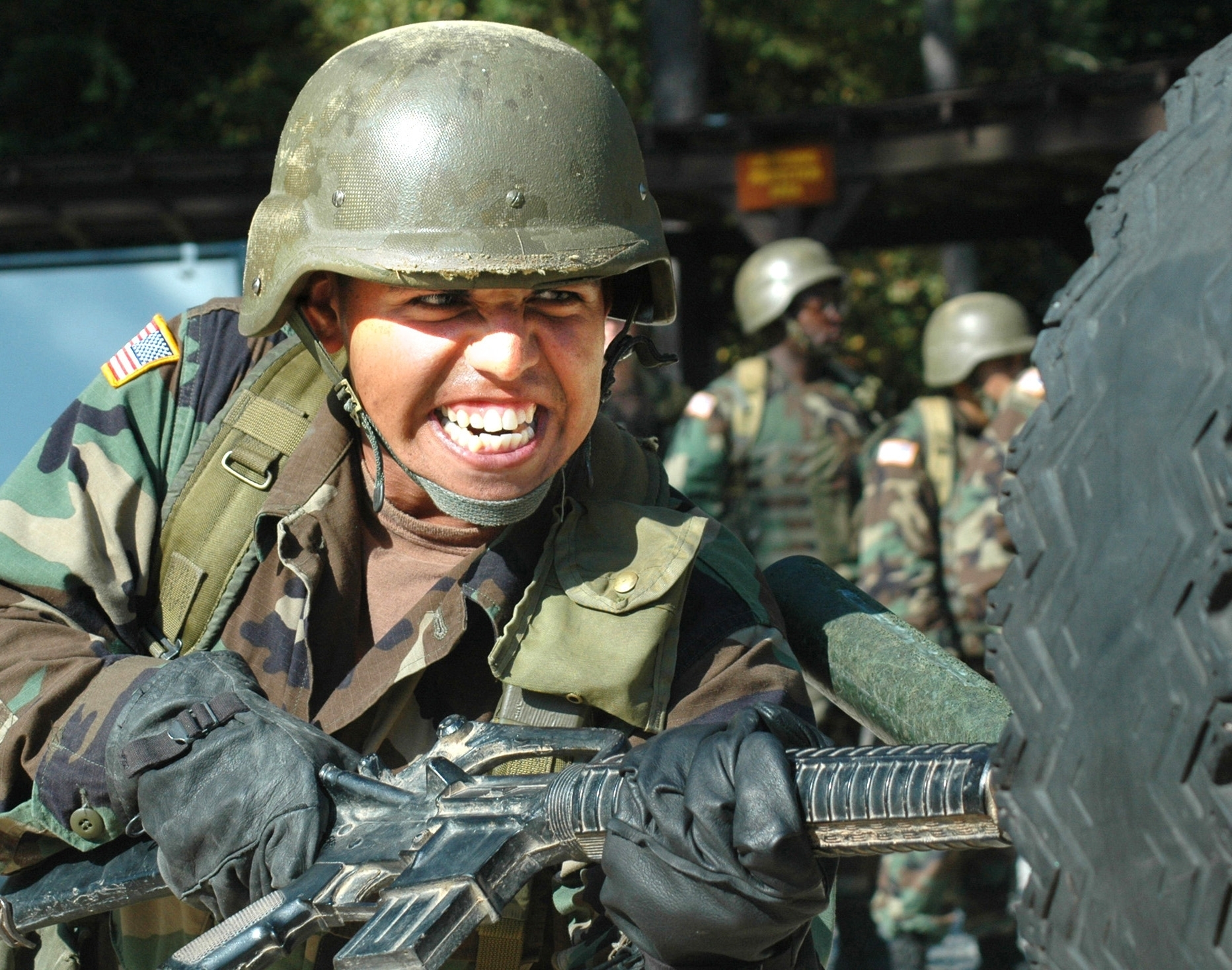
Soldato US Army si esercita alla baionetta su uno pneumatico (2008).

L'M16 americano usava la baionetta M7, basata sui progetti di modelli precedenti come M4, M5 e M6, che a loro volta discendono tutti dal coltello da combattimento M3 ed hanno una lama spear-point con un mezzo filo acuminato secondario. La più recente M9 ha una lama clip-point con denti a sega sul dorso, e può essere impiegata come coltello multiuso, e anche come tagliafilo assieme al fodero. I militari possono adoperarla perfino per aprirsi un varco attraverso la "carrozzeria" metallica relativamente sottile di un elicottero/aeroplano schiantato. L'attuale baionetta OKC-3S USMC ha una rassomiglianza con il caratteristico coltello da combattimento dei Marines Ka-Bar con seghettatura vicino al manico.

## Impatto linguistico
Il movimento spingi-gira per agganciare le baionette di vecchio tipo ha dato il nome a:
- L'innesto a baionetta usato per vari tipi di agganci rapidi, come gli obiettivi fotografici, detto anche "connettore a baionetta" se usato negli innesti elettrici.
- Parecchi connettori e contatti tra cui il tipo di lampadine elettriche comune nel Regno Unito (diversamente dal tipo europeo continentale, che è a vite).
- Un tipo di connettore per fioretti e sciabole intesi come attrezzi sportivi per le gare moderne di scherma è detto connettore "a baionetta".

Negli scacchi si dice "attacco alla baionetta" una variante aggressiva della difesa est-indiana.
La baionetta è diventata un simbolo del potere militare. L'espressione "sulla punta di una baionetta" si riferisce all'uso della forza militare per realizzare, mantenere o difendere qualcosa (da cui l'espressione Costituzione della baionetta). Intraprendere un compito "a baionetta inastata" significa che non c'è spazio per il compromesso ed è una frase usata particolarmente in politica.
Noi italiani non possiamo dimenticare gli "otto milioni di baionette" vantati da Mussolini (forse anche suggestionato dalla gestualità teatrale dannunziana con il pugnale da ardito), principalmente per cercare di supplire con l'espansione demografica all'inadeguatezza del sistema-Paese rispetto alle necessità di una guerra moderna ad elevata mobilità quale il secondo conflitto mondiale.

## Distintivi ed insegne
Il distintivo "Sole sorgente" dell'Australian Army racchiude un semicerchio di baionette. L'Infantry Combat Badge (ICB) dello stesso esercito prende la forma di una baionetta montata verticalmente su un fucile SLR (FN FAL semiautomatico calibro 7,62 mm) circondata da una ghirlanda d'alloro.  Il Combat Action Badge di US Army, riconosciuto al personale impegnato in scontri a fuoco dal 2001 che non sia destinatario del Combat Infantryman Badge (solo il personale di fanteria può ricevere il Combat Infantryman Badge), ha come motivo grafico centrale una baionetta.
L'insegna da spalla per la 10th Mountain Division di US Army rappresenta delle baionette incrociate. L'insegna da spalla della 173rd Airborne Brigade Combat Team di US Army rappresenta una baionetta avvolta in un'ala, simboleggiante la loro condizione di aviotrasportati. La brigata dispiega regolarmente delle task force chiamandole "Baionetta". L'insegna della Scuola di fanteria del British Army è una baionetta dell'SA80 su campo rosso. È indossato come Tactical recognition flash (TRF) dagli istruttori dell'Infantry Training Centre Catterick, dell'Infantry Battle School a Brecon e dalla Support Weapons School a Warminster.
Il collare a linguetta per la formazione della fanteria delle Forze Armate di Singapore utilizza due baionette incrociate. La baionetta è spesso usata come simbolo della fanteria a Singapore.

## Galleria d'immagini

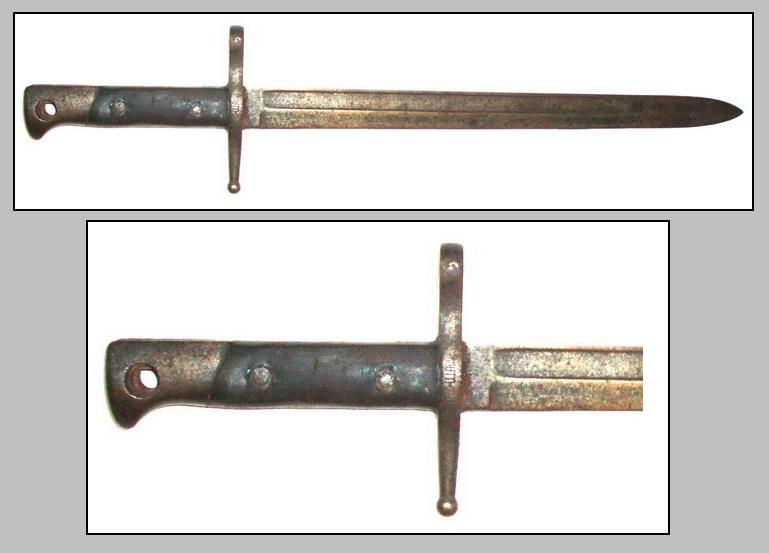
Baionetta (Italia)
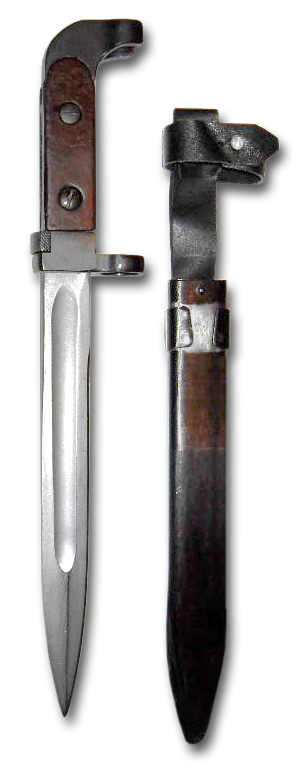
Baionetta e fodero russi AK-47.
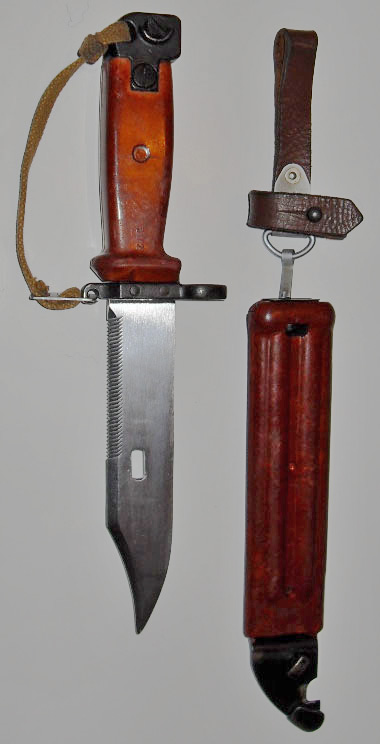
Baionetta sovietica AKM Type II, coltello multiuso e tagliafilo in sinergia con il relativo fodero.
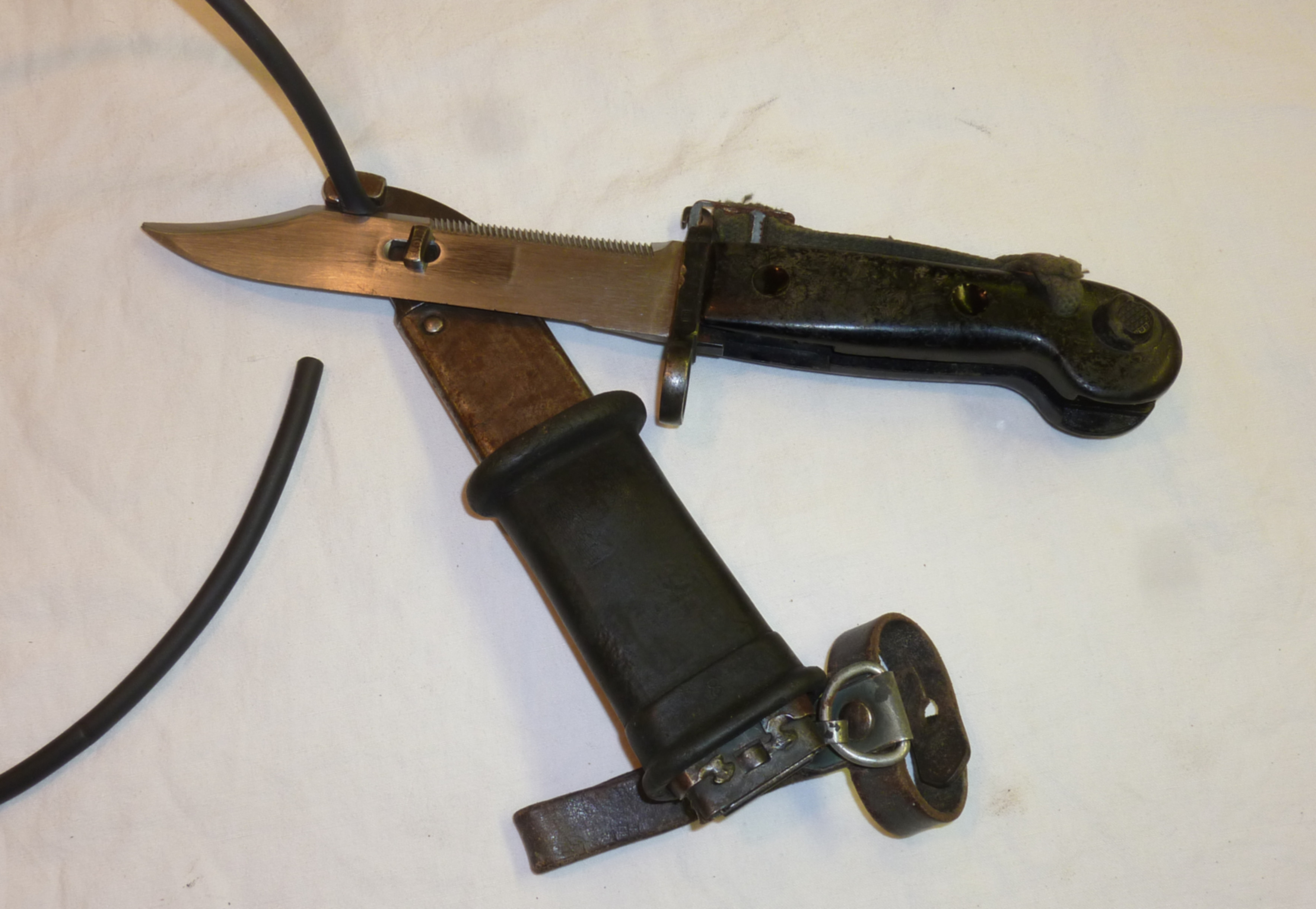
Baionetta multiuso AKM Type I del Nationale Volksarmee raffigurata mentre taglia un filo.
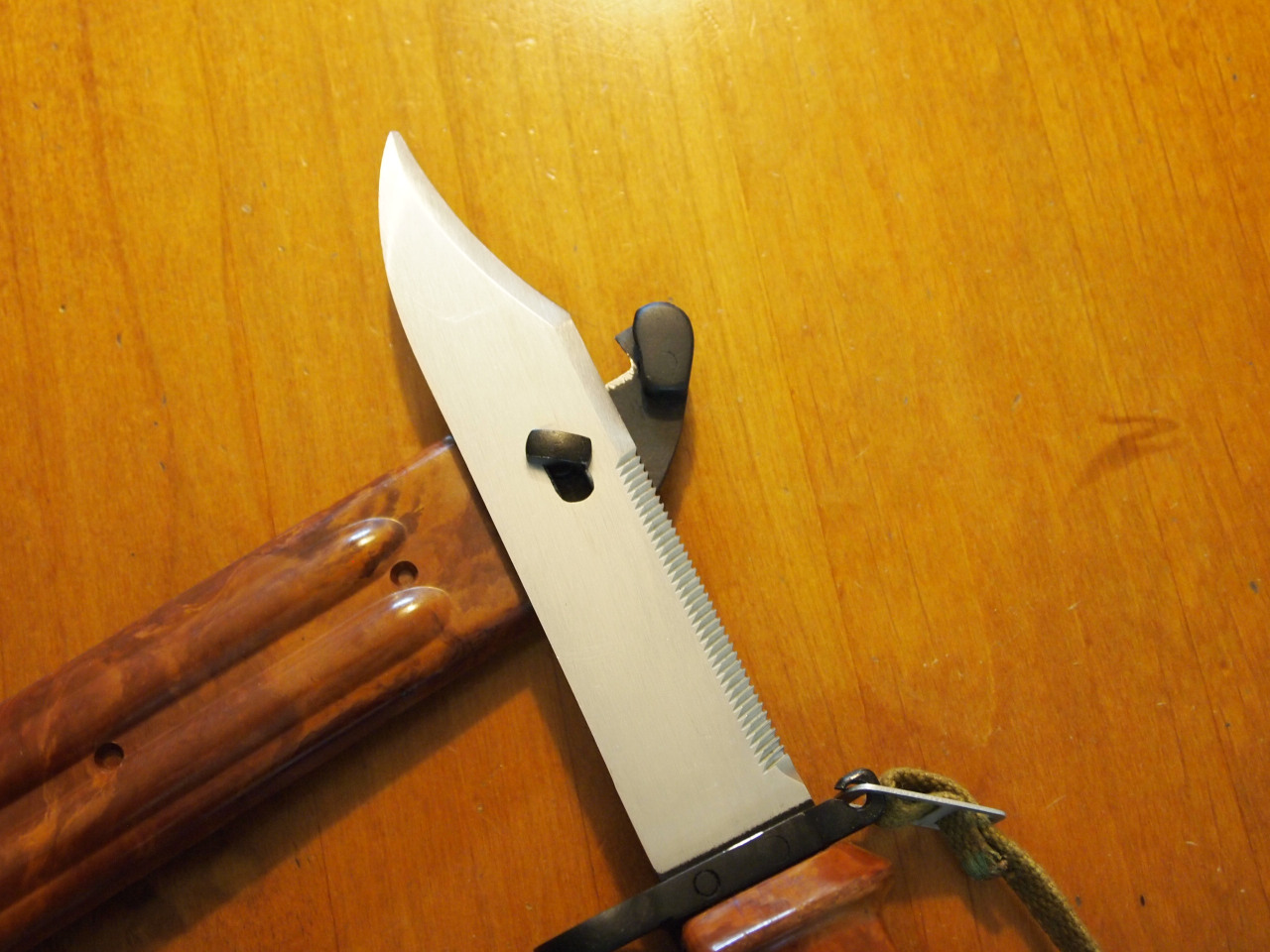
Baionetta e fodero sovietici AKM Type II in configurazione tagliafilo.
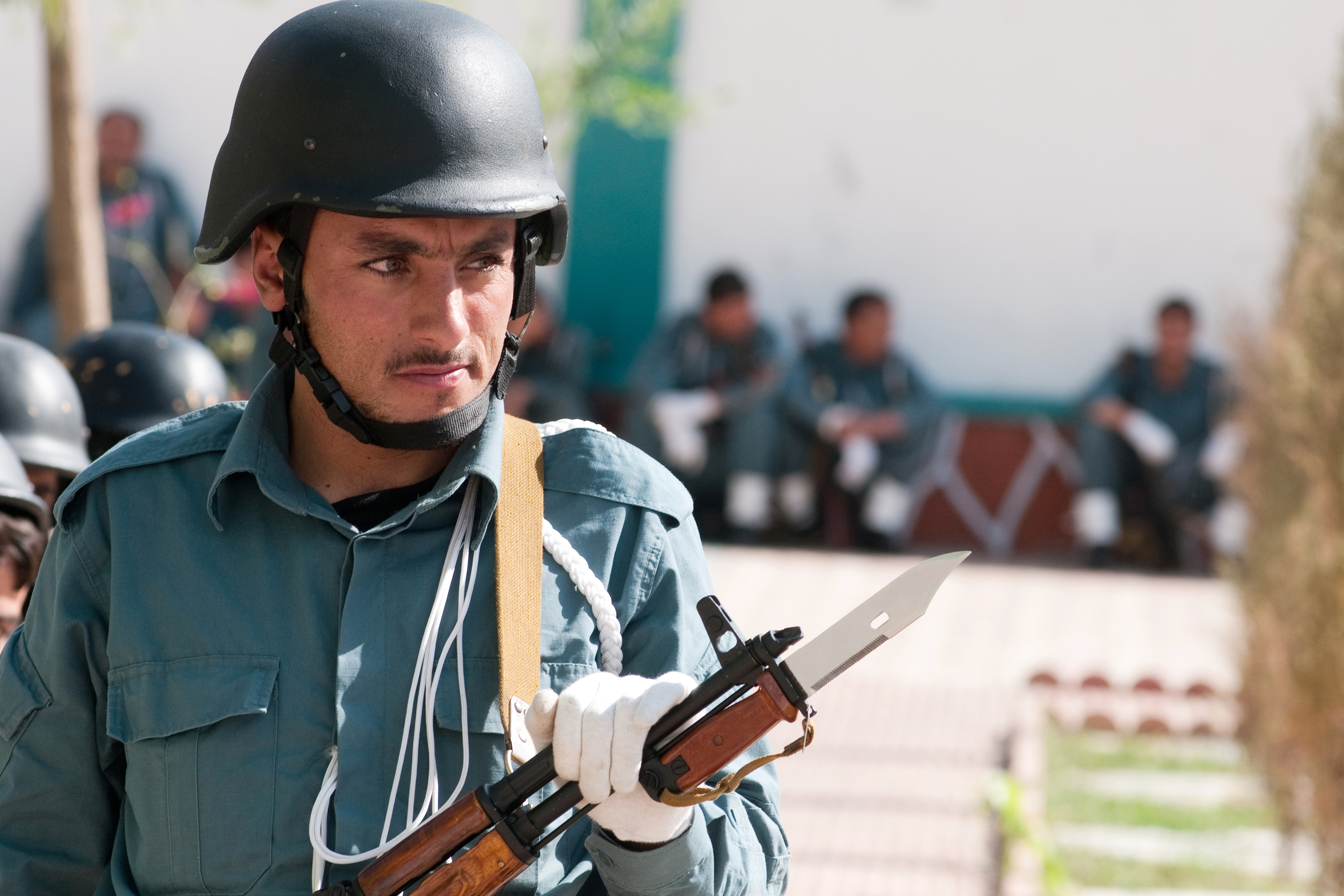
Poliziotto afgano con AKM e relativa baionetta Type II.
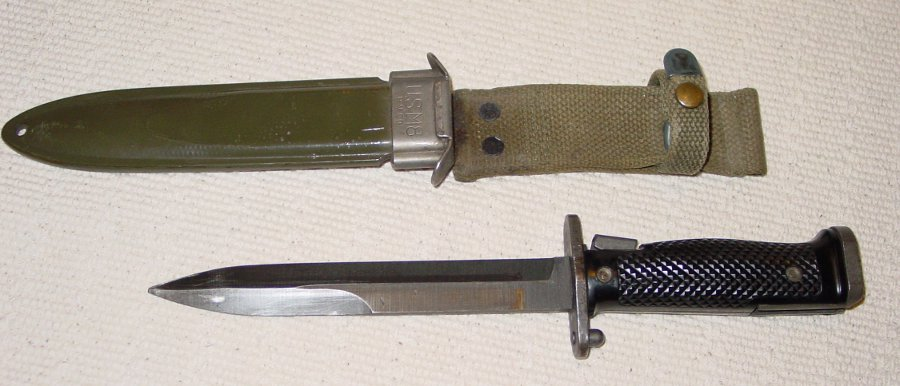
La baionetta USA M5 e il fodero usato con il M1 Garand.
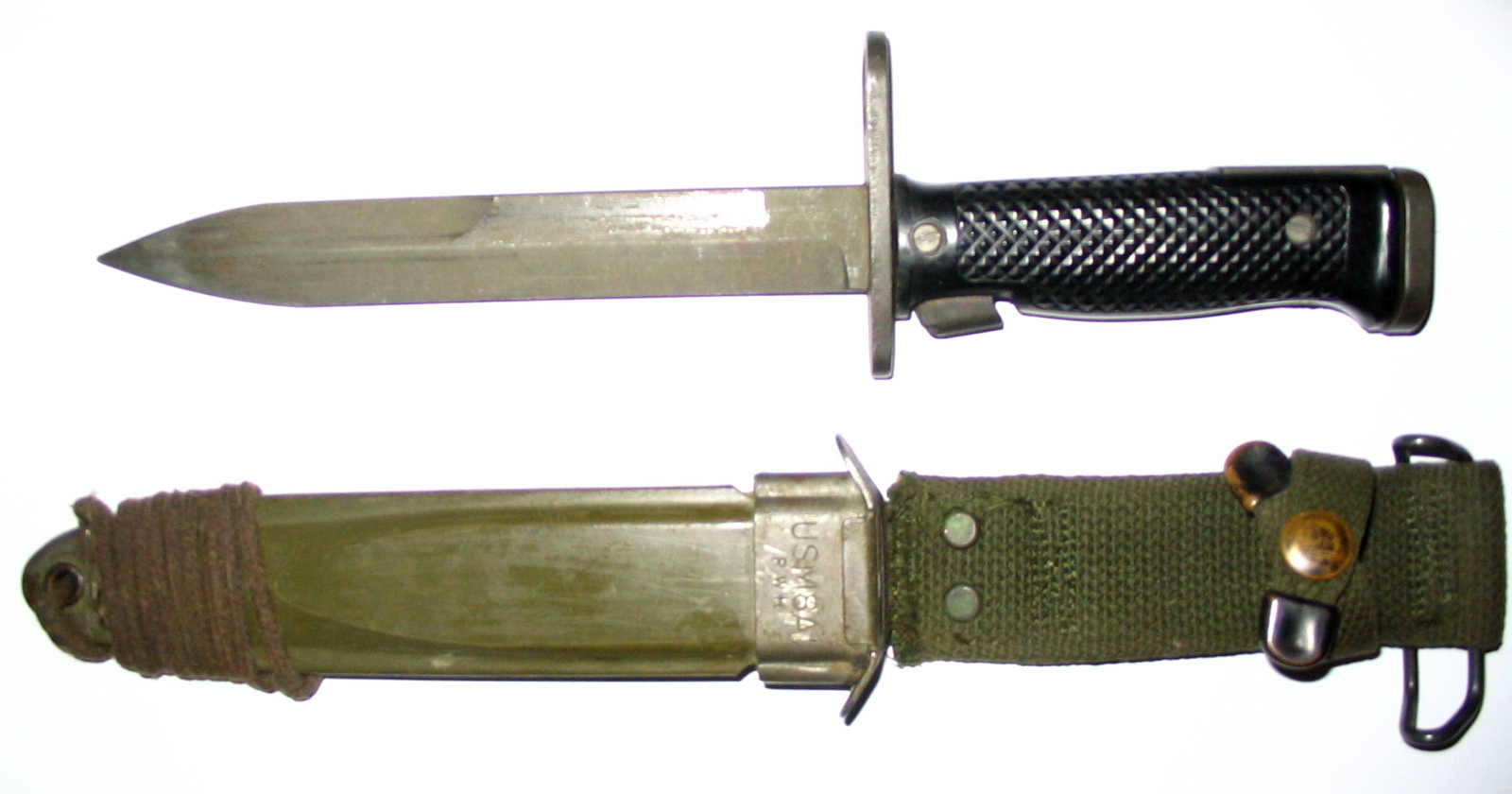
La baionetta USA M6 e fodero per il fucile M14.
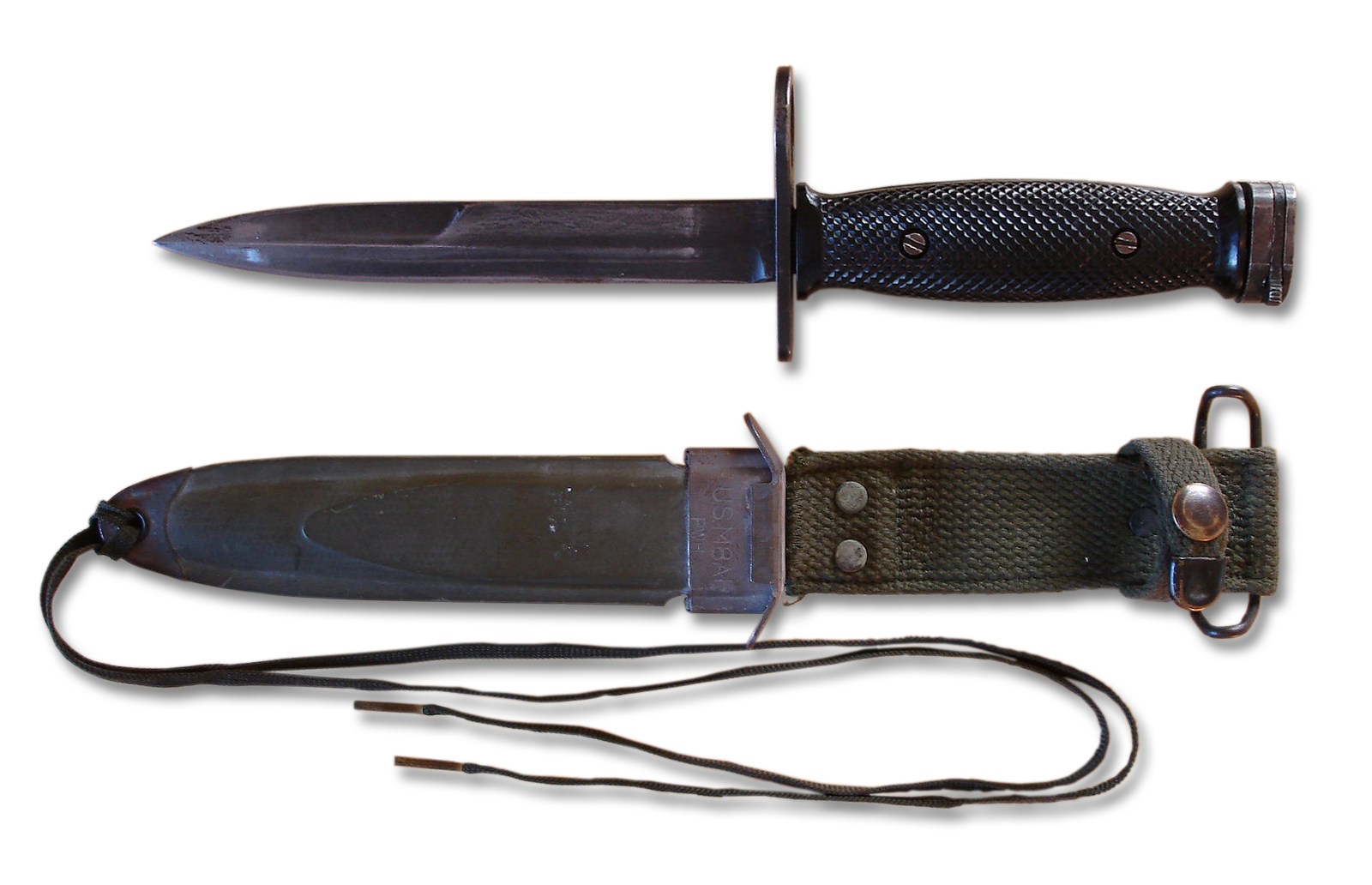
Baionetta M7 e fodero M8A1 usate con l'M16.
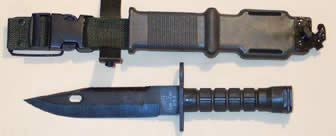
Adottata nel 1986, la baionetta M9 USA e relativo fodero usati con il fucile M16 e con la carabina M4.
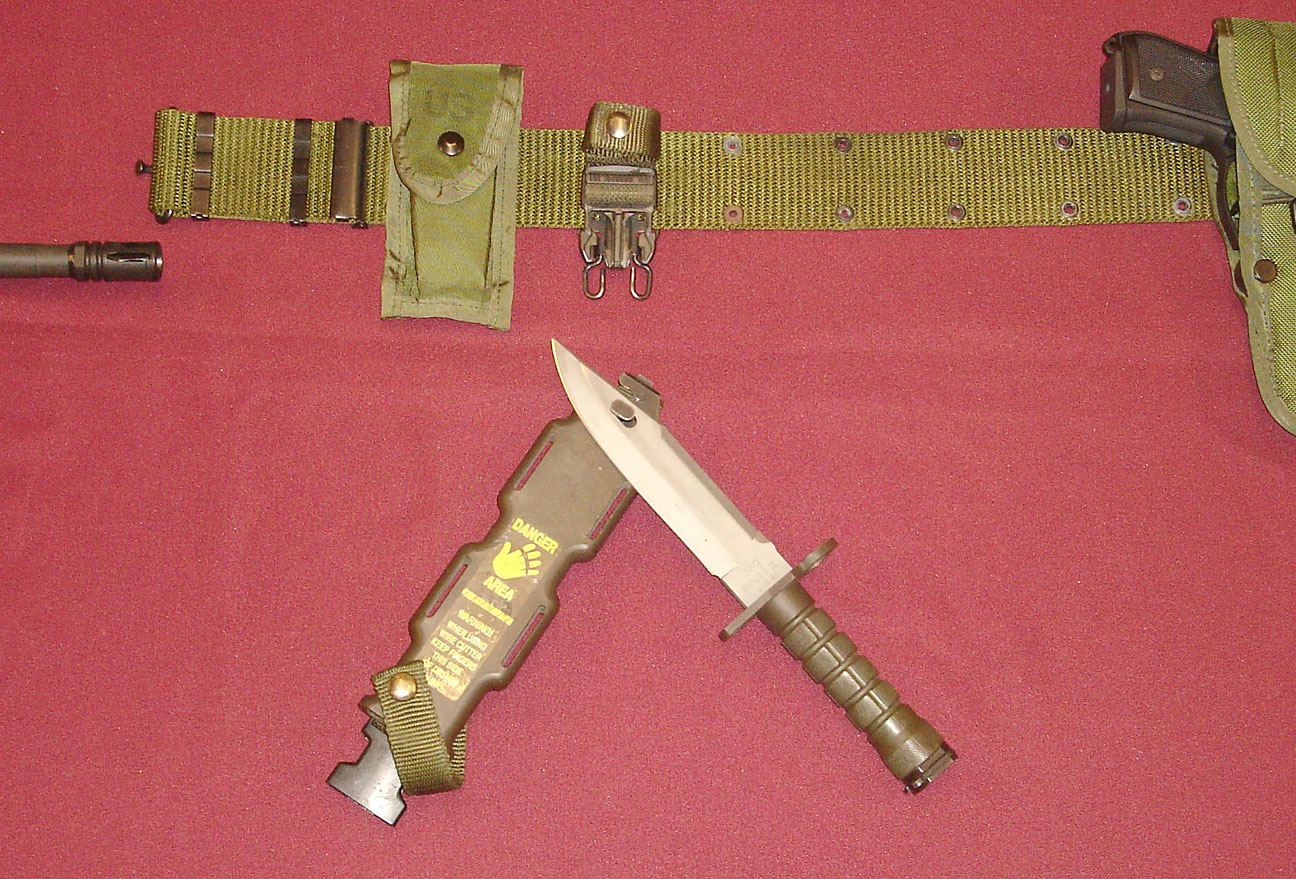
Baionetta M9 e relativo fodero in configurazione tagliafilo.
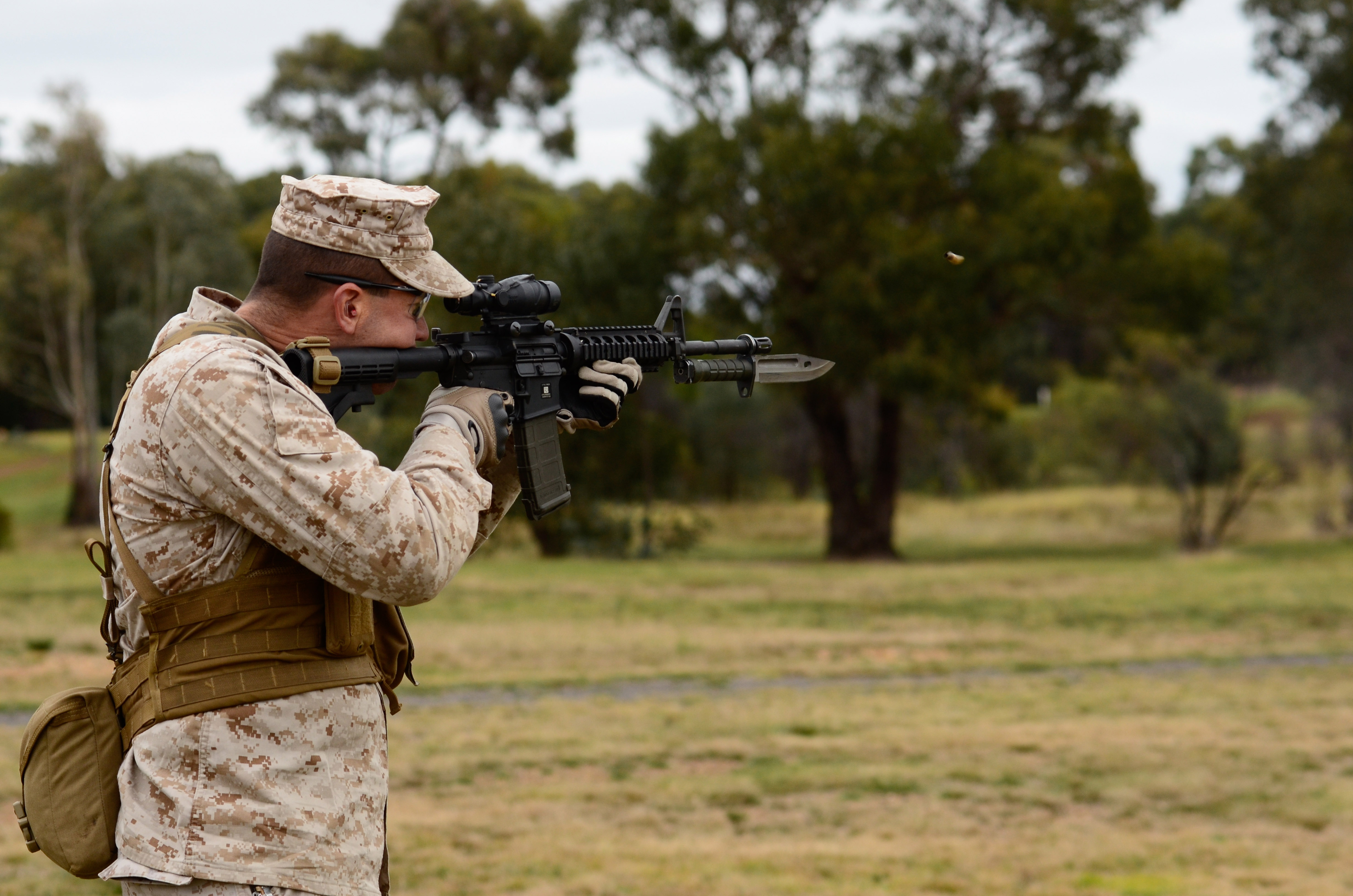
Carabina M4 con baionetta M9 inastata, sulla linea di tiro durante l'addestramento su bersagli secondari.
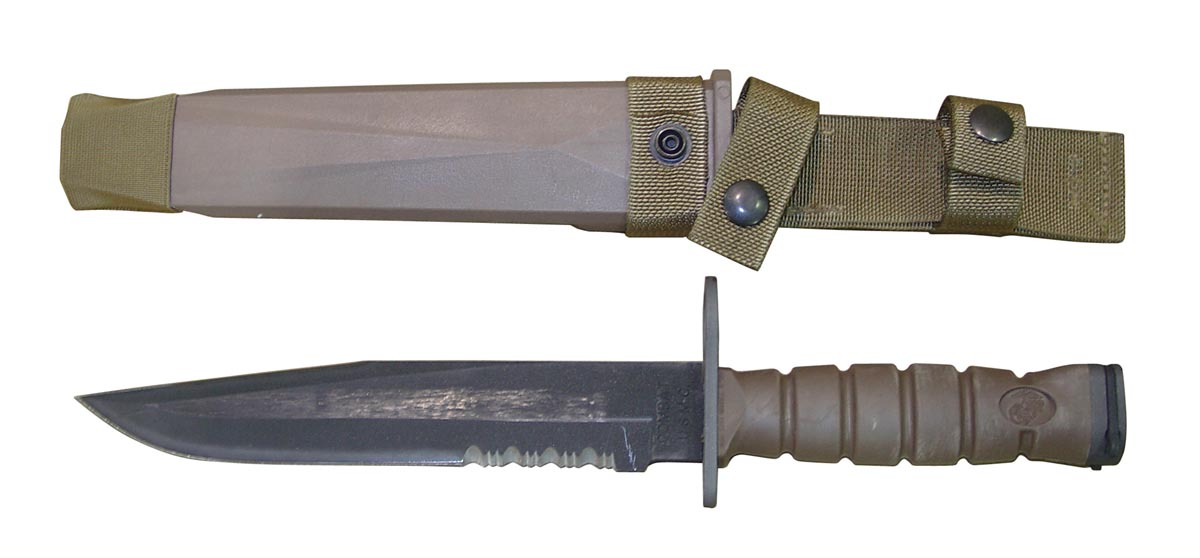
Ls baionetta OKC-3S USMC.
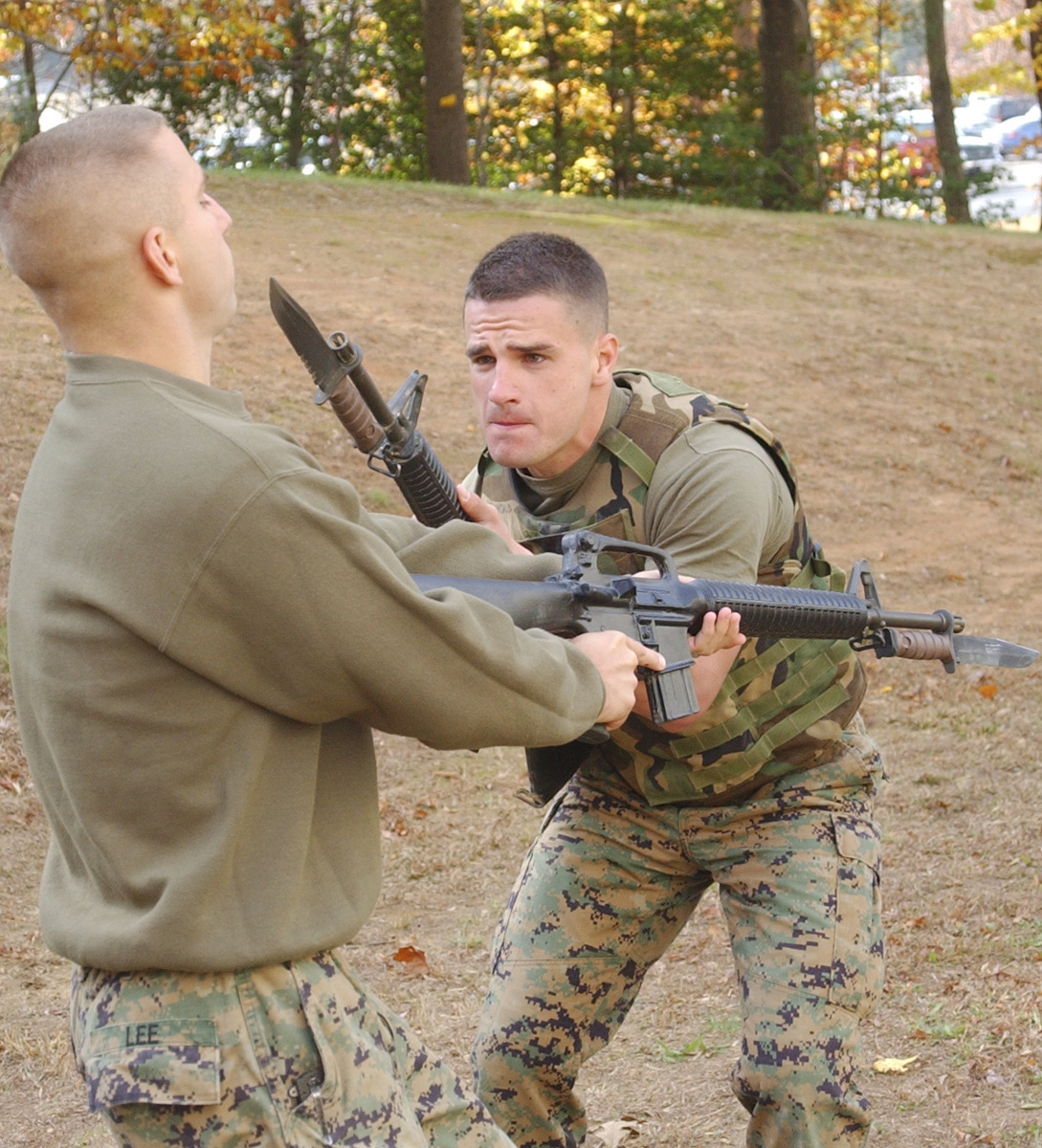
Marines USA fanno pratica con la baionetta OKC-3S inastata sul fucile M16. (2006)]
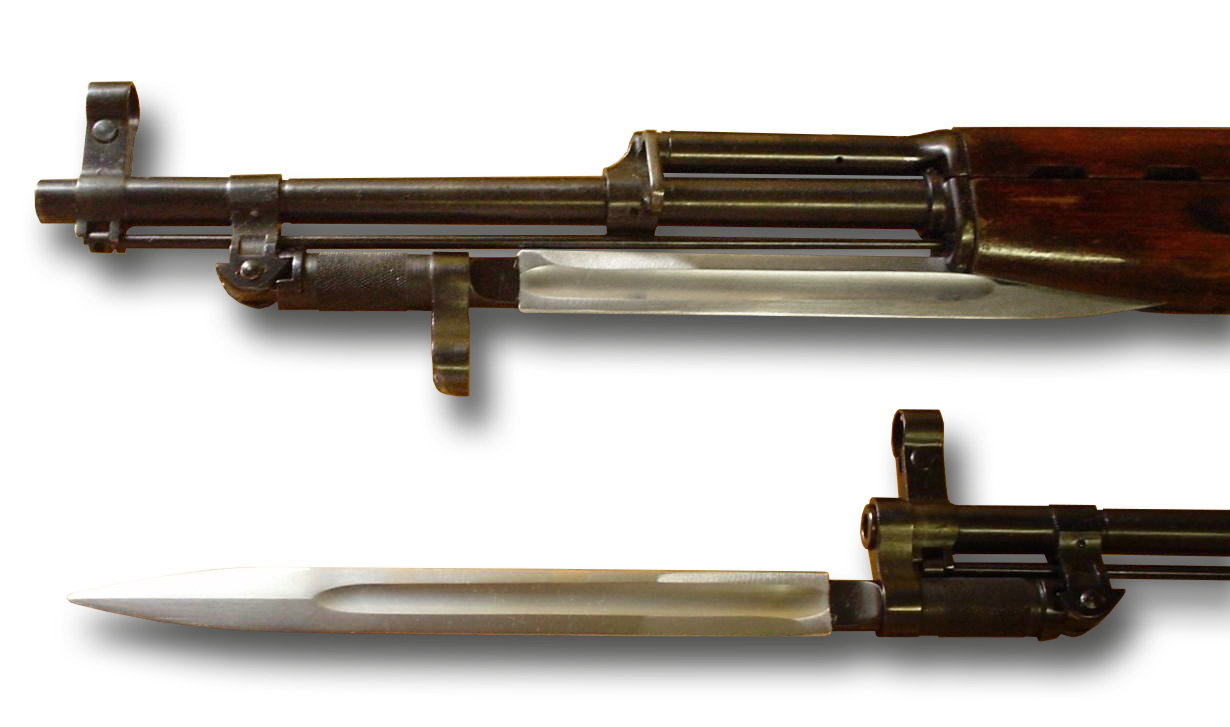
Ripiegatura di una baionetta tipo SKS.
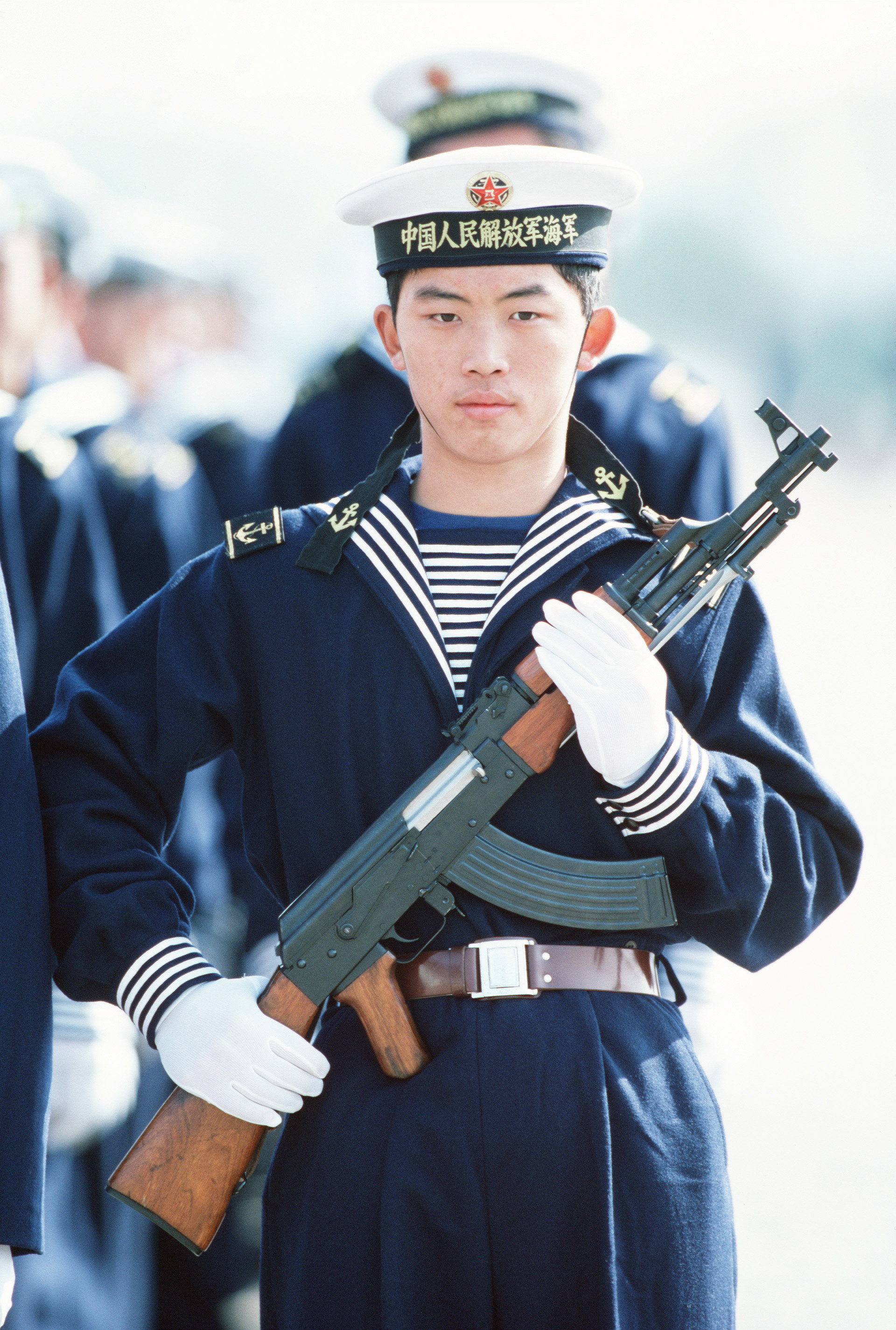
Un marinaio cinese con un Type 56 nel 1986. Si noti la baionetta integrata ripiegabile.
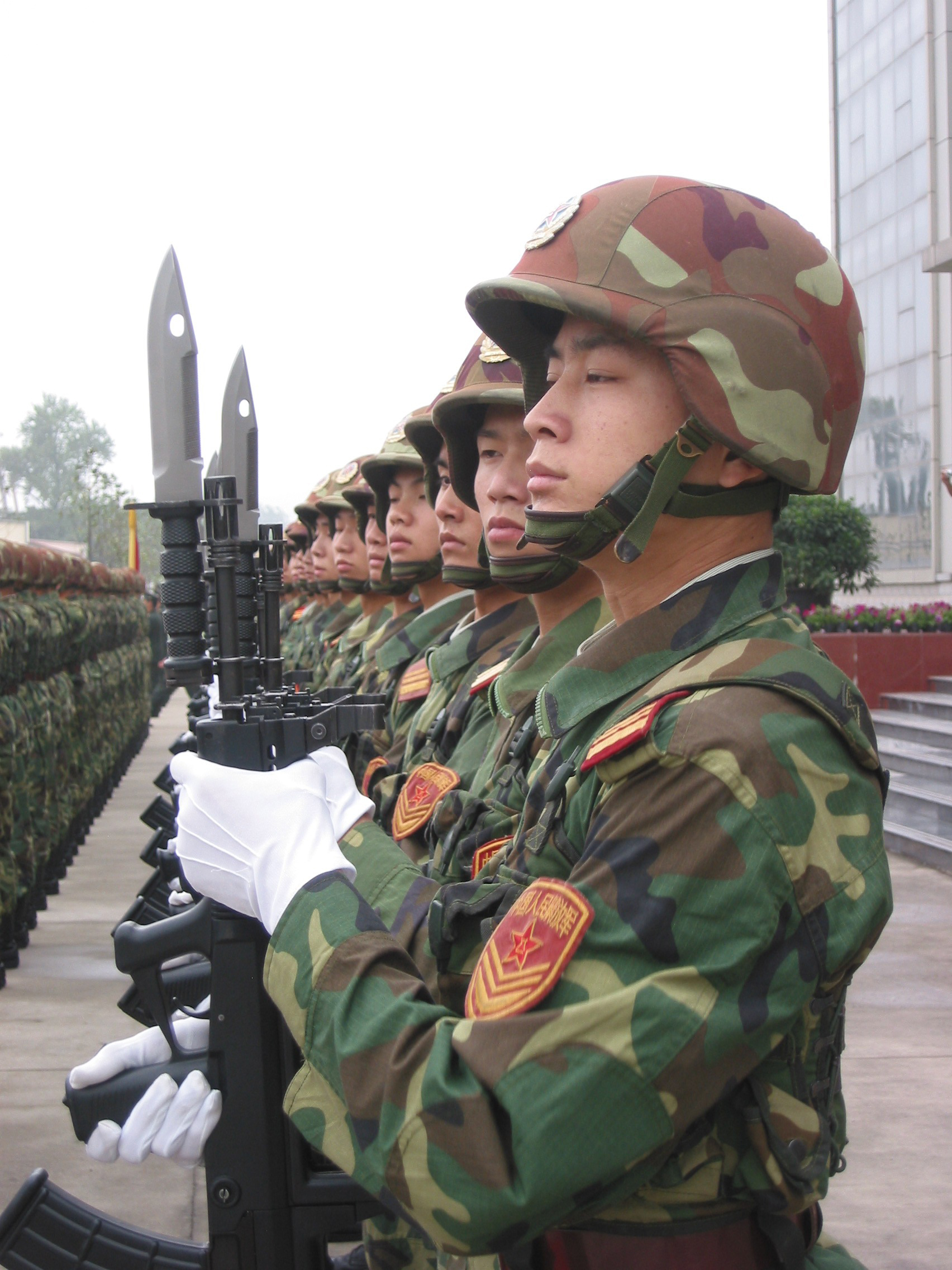
Soldato cinese con un fucile QBZ-95e baionetta multiuso.
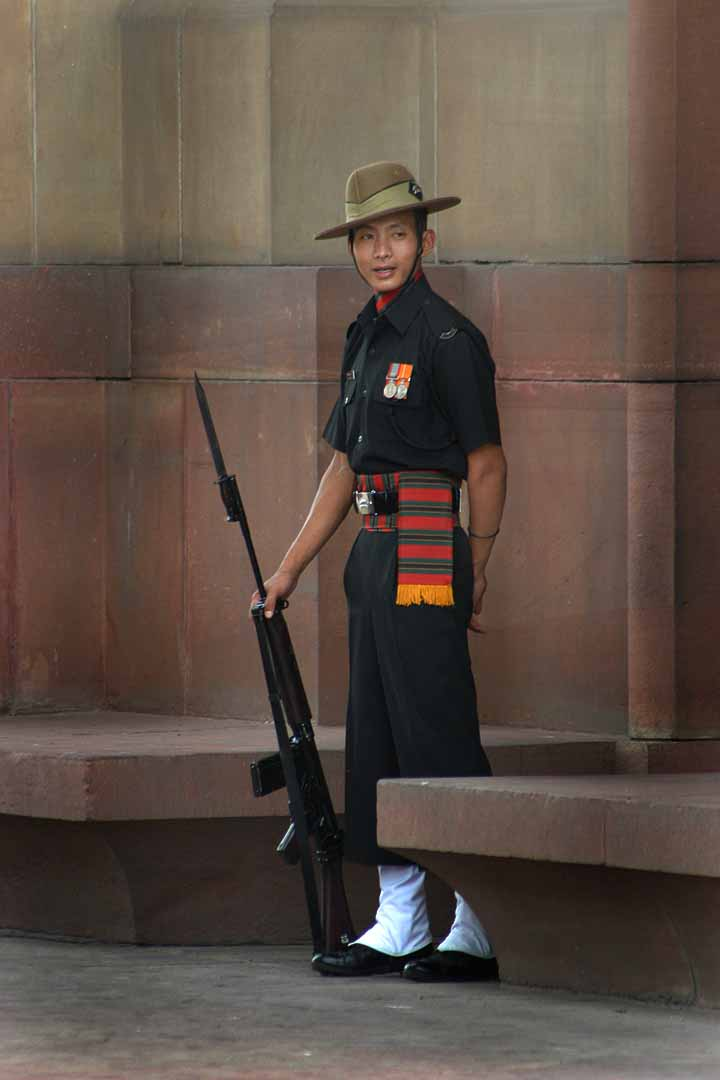
Gurkha dell'esercito indiano con (FN FAL) L1A1 e baionetta tradizionale.
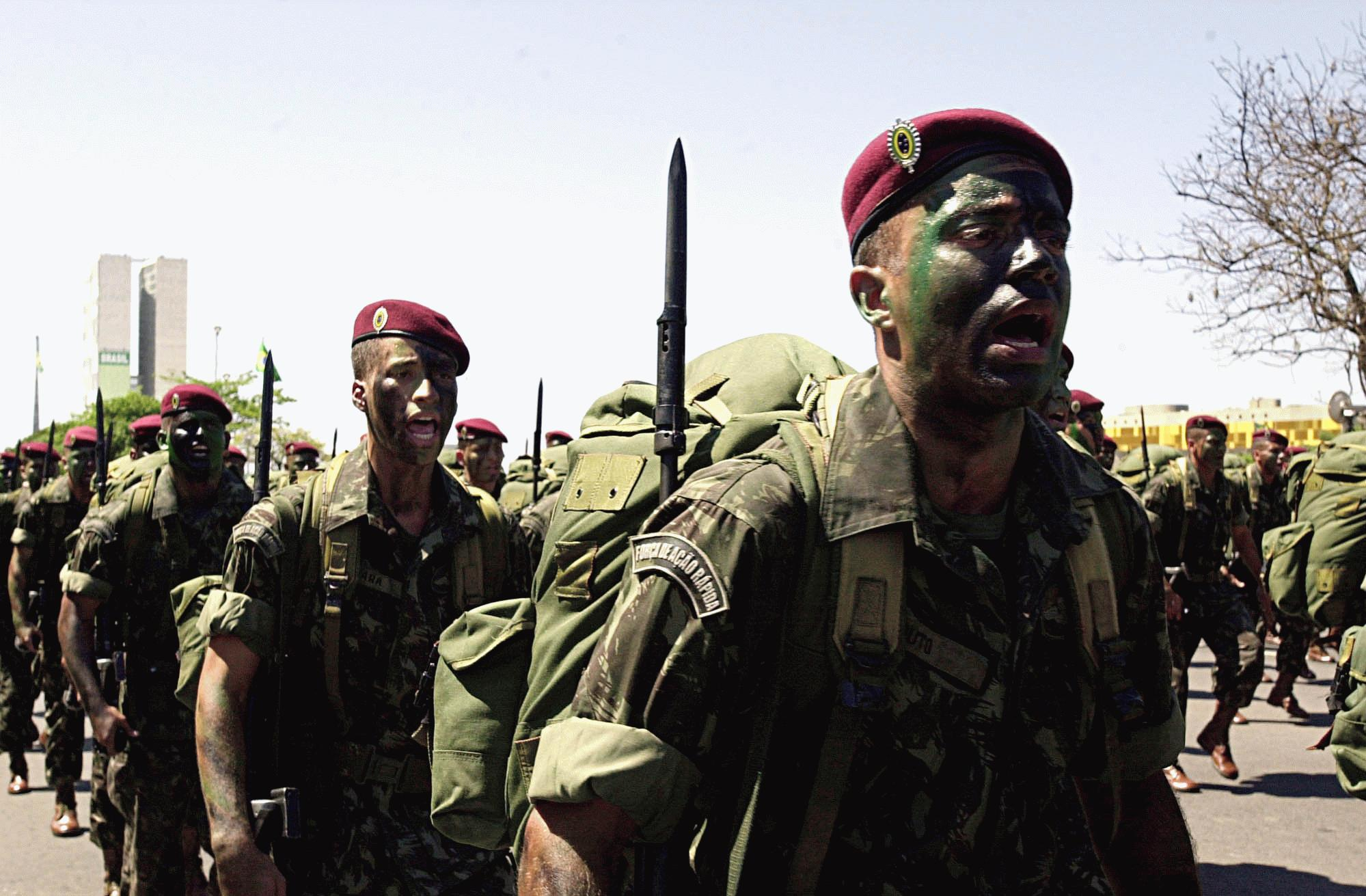
Forze speciali dell'esercito brasiliano. Si notino i fucili FN FAL con baionetta a ghiera Type C.
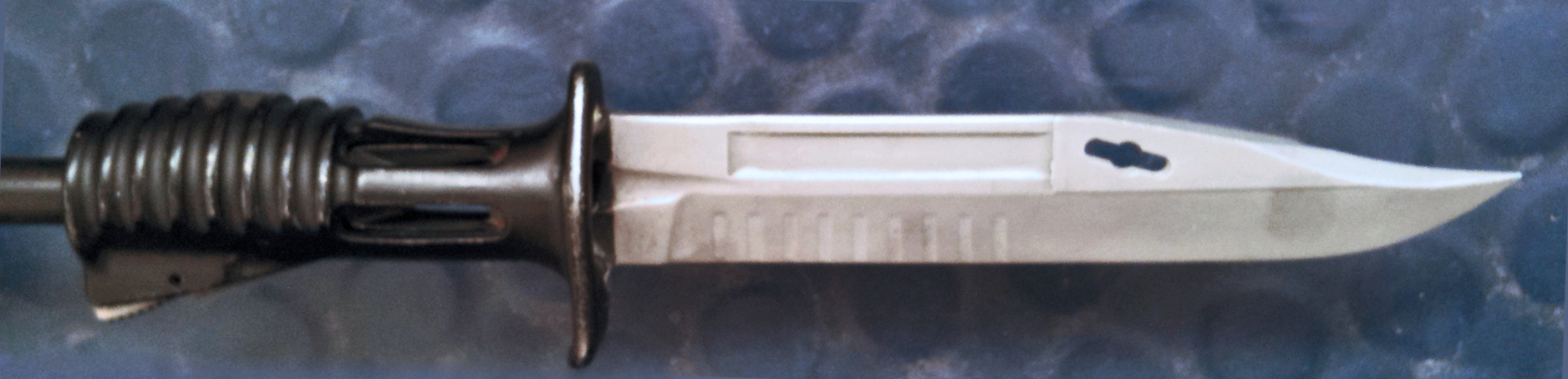
Baionetta collegata ad un fucile britannico L85A2. Si noti la canna sulla sinistra e la fessura sulla lama per agganciare il fodero tagiiafilo.
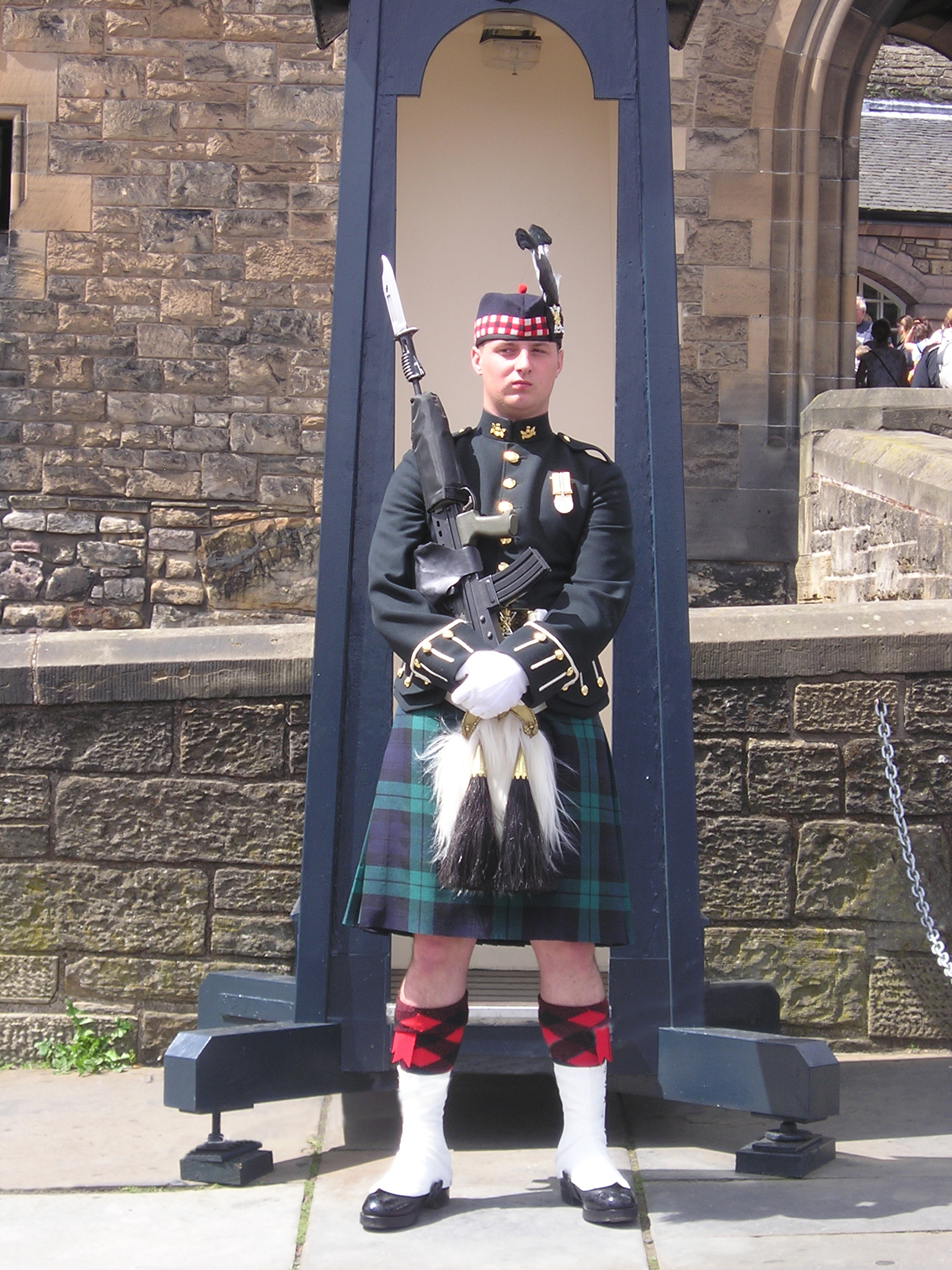
Un soldato britannico del Royal Regiment of Scotland con la baionetta inastata su un fucile SA80, nel luglio 2006.
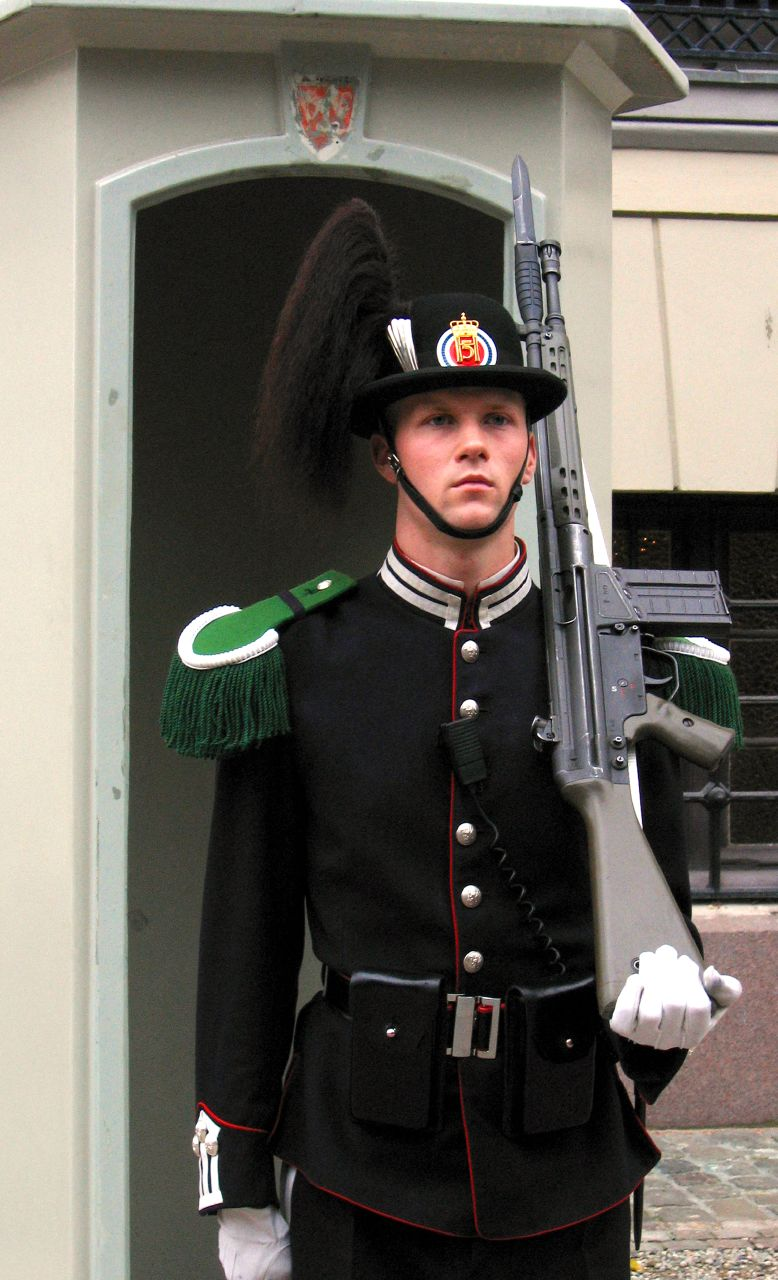
Guardia del palazzo reale, Oslo. Si noti il fucile G3 con la baionetta sopra la canna.
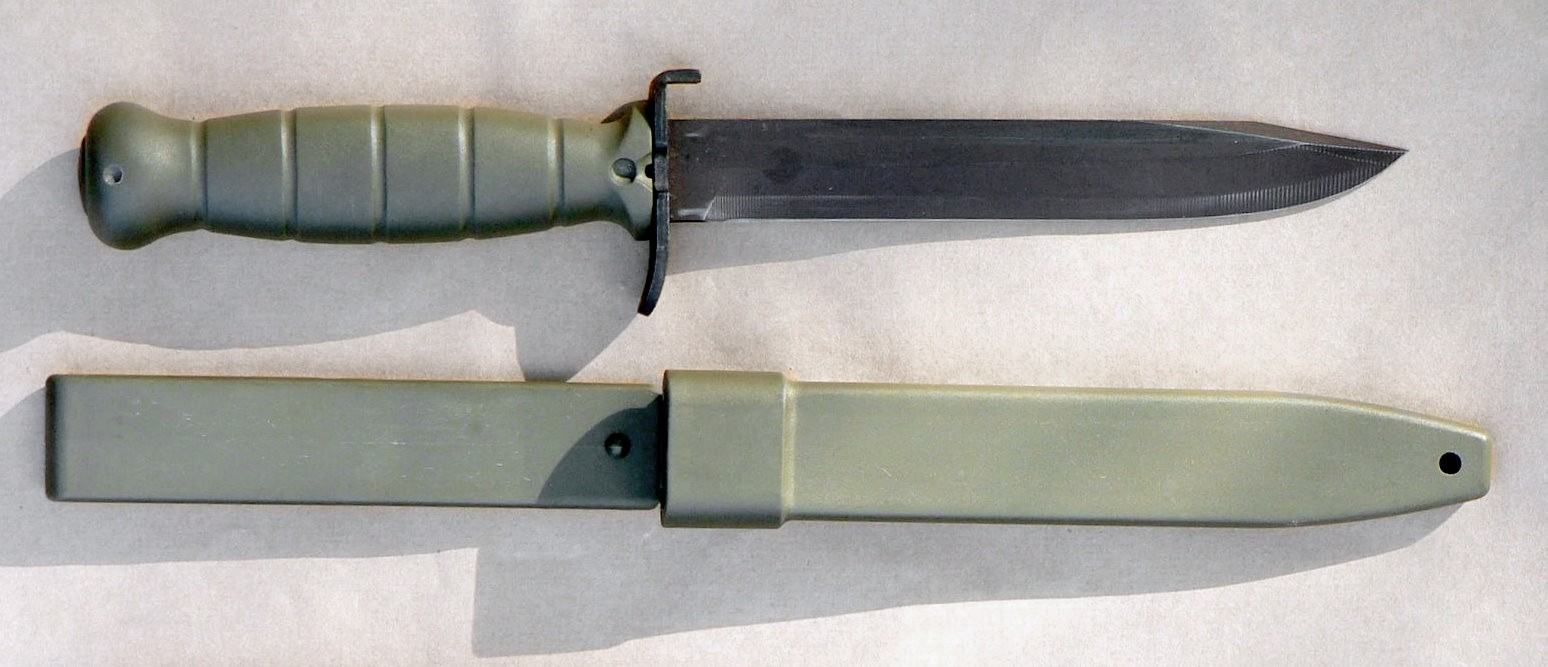
Coltello/baionetta Glock e relativo fodero. La guardia è inclinata all'indietro e può fungere da apribottiglie.
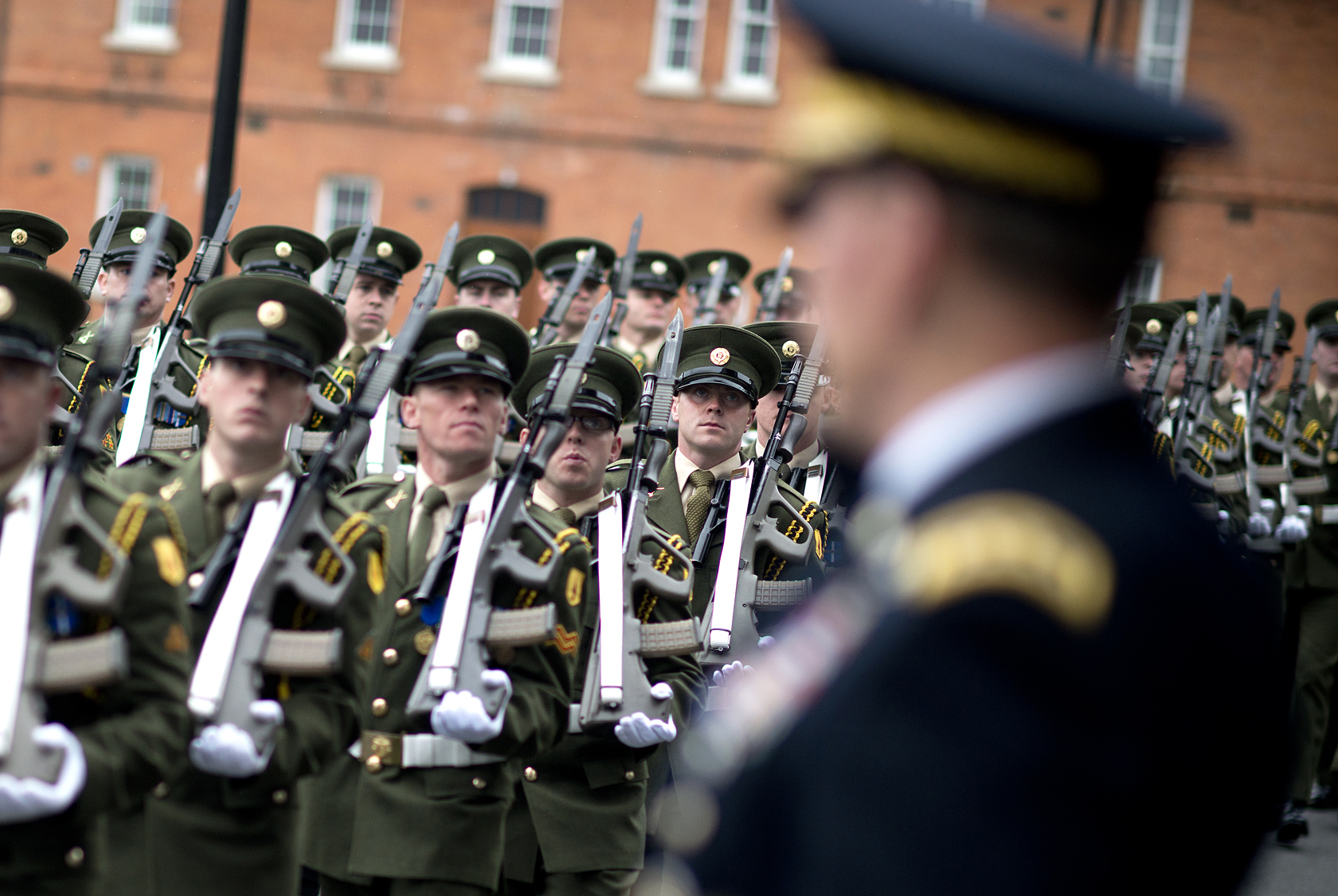
Guardia d'onore dell'esercito irlandese. Si noti lo Steyr AUG con baionetta multiuso EICKHORN KCB-70.
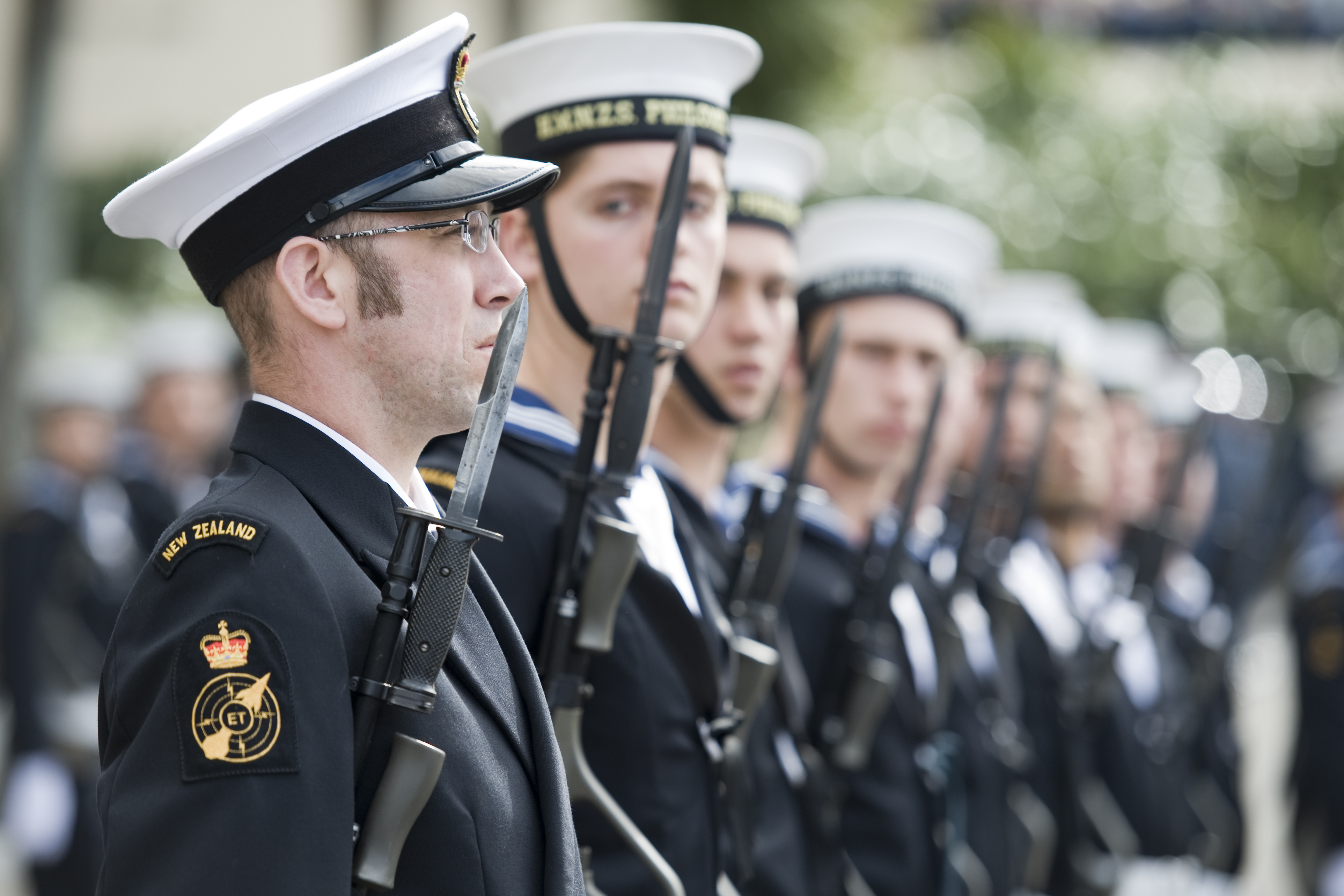
Guardia d'onore della Royal New Zealand. Si notino gli Steyr AUG con baionette americane M7.
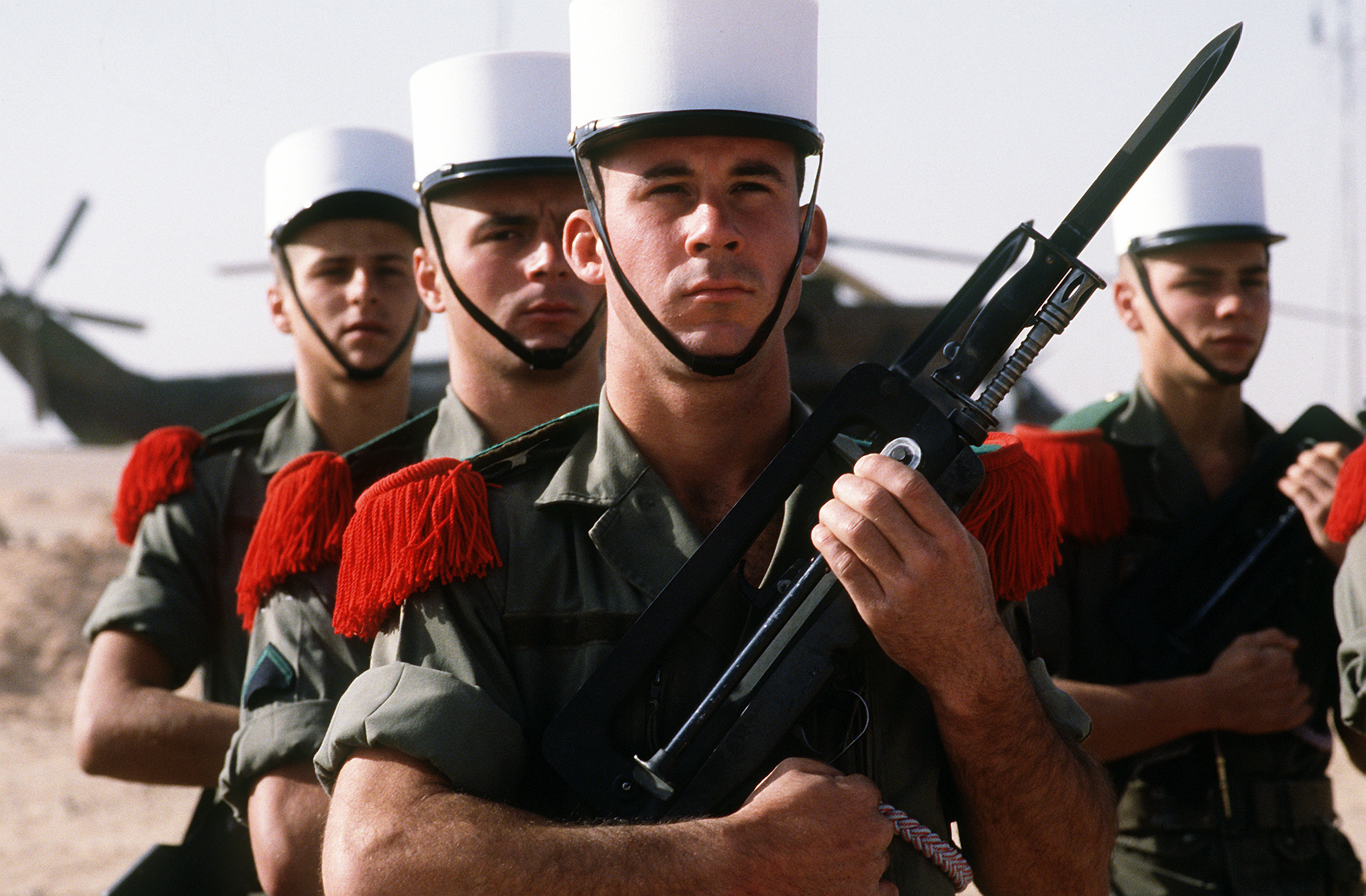
Legionari francesi con FAMAS e baionette inastate.
Il Royal 22nd Regiment del Canada inasta le baionette.
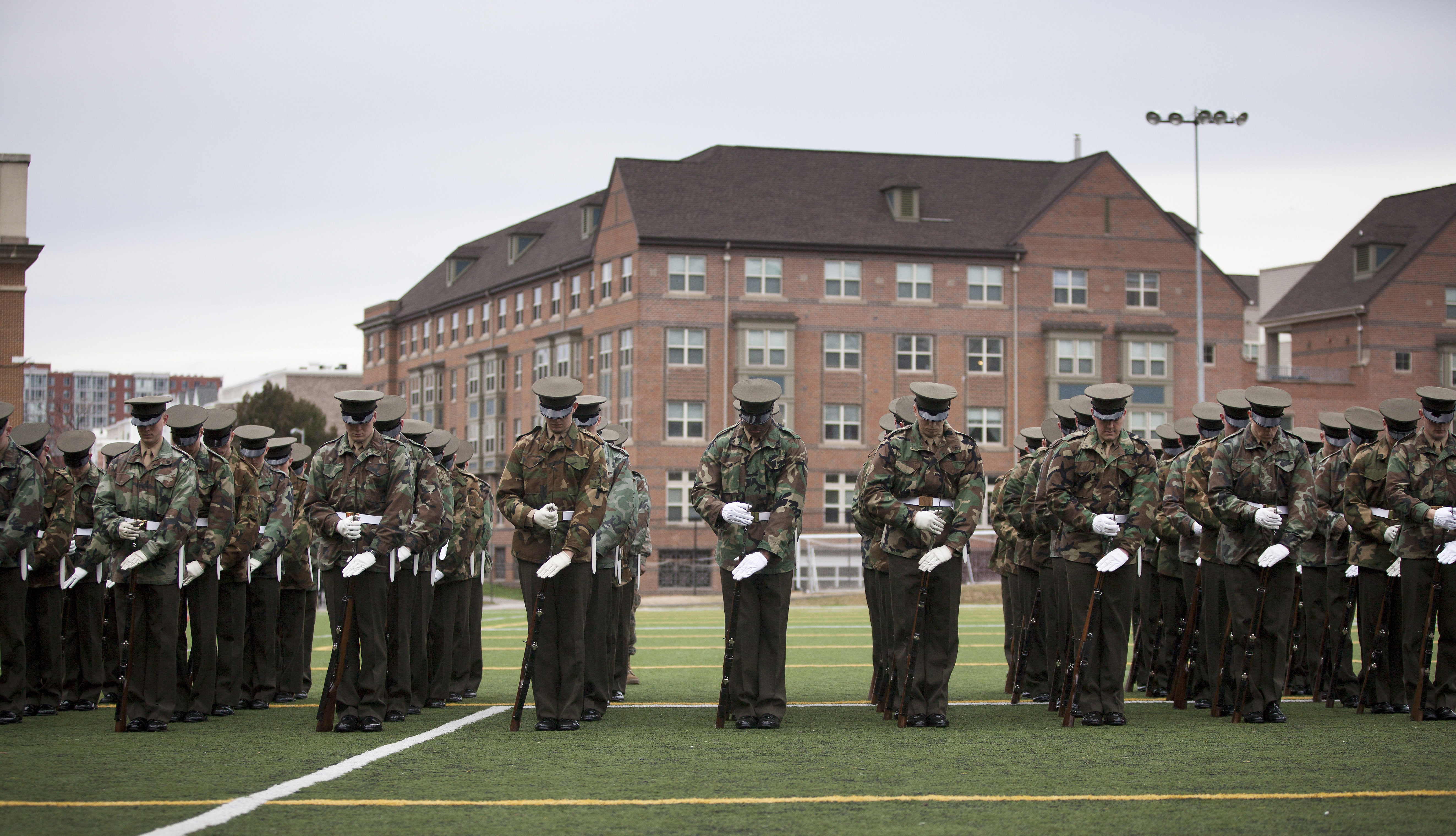
I marines di Marine Barracks, Washington, D.C. inastano le baionette durante le prove per l'inaugurazione presidenziale.
LAPA FA-03 (Brasile).[121]
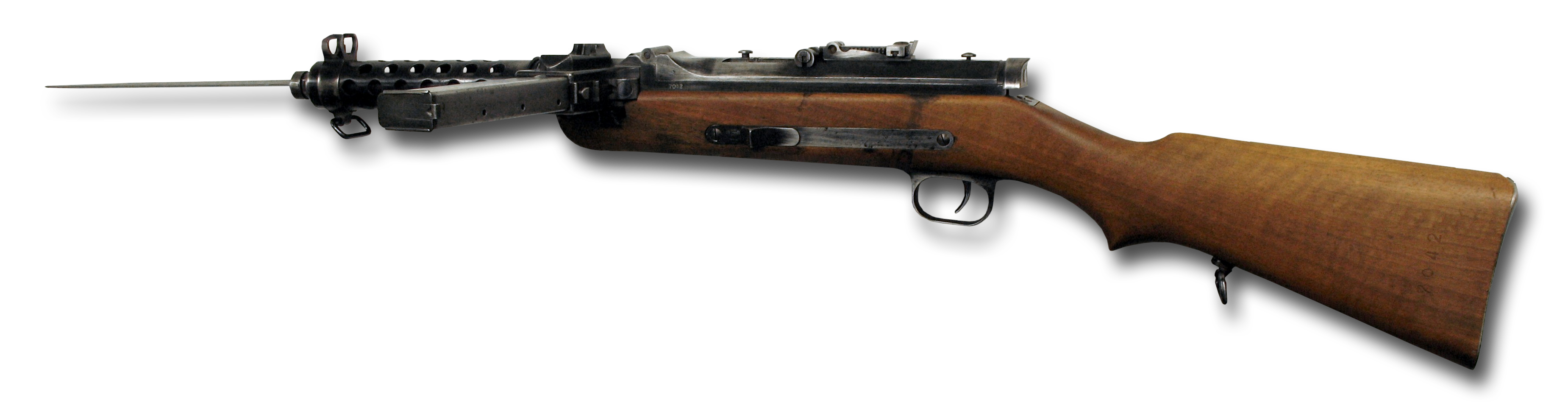
Un mitra tedesco MP 34 con baionetta inastata.